# Le Molay-Littry
Pour les articles homonymes, voir Molay.
Le Molay-Littry est une commune française située dans le pays du Bessin dans le département du Calvados en région Normandie.
Elle est issue de la fusion des communes du Molay et de Littry, le 23 janvier 1969.
Elle est peuplée de 3 092 habitants. Les houillères de Littry ont produit 2,5 millions de tonnes de charbon entre 1744 et 1880 puis de 1941 à 1949.

## Géographie

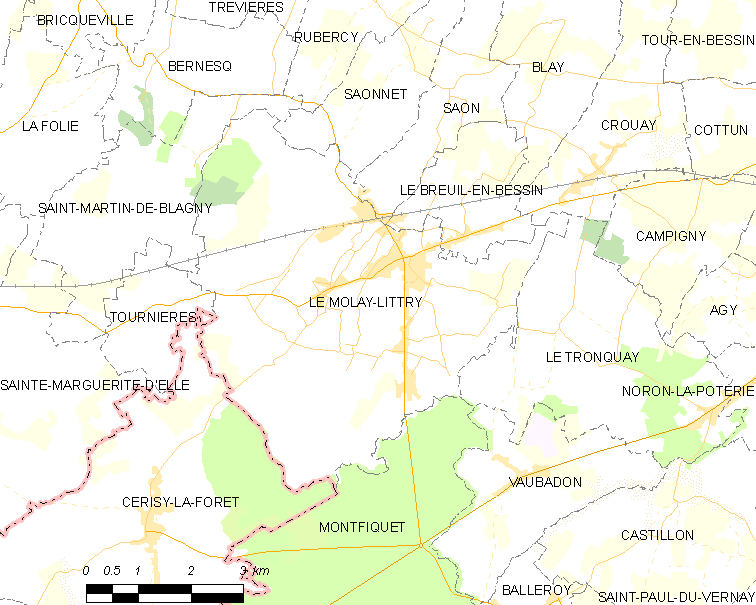
Carte de la commune.

### Localisation
Le bourg se situe aux portes de la forêt de Cerisy et il est limitrophe du département de la Manche, à 13 kilomètres à l'ouest de Bayeux et 20 kilomètres au nord-est de Saint-Lô.
| Saint-Martin-de-Blagny | Saon, Saonnet   | Le Breuil-en-Bessin                         |
| Tournières             | du Molay-Littry | Le Tronquay                                 |
| Cerisy-la-Forêt        | Montfiquet      | Balleroy-sur-Drôme (comm. dél. de Vaubadon) |

### Géologie
Le bassin houiller de Littry s'est formé il y a 280 millions d'années, au Saxonien. Il est recouvert par des roches datées du Permien et du Trias et présente de rares affleurements. Le sud du territoire communal est recouvert par un sol daté du Précambrien.

### Hydrographie
La commune est située dans le bassin Seine-Normandie. Elle est drainée par la Tortonne, la Siette, le Merdillon, le Moulin Ouf, le Gril, le fossé 01 du Fort du Douet, le fossé 01 de Cantepie, le ruisseau du Port du Douet, le cours d'eau 01 de la Comterie, le Petit Bosq, le Fort du Douet (affluent du Merdillon), le Long Vey, le fossé 01 de Cateaubraye et la Poterie (affluent de la Tortonne),,.
La Tortonne, d'une longueur de 18 km, prend sa source dans la commune de Balleroy-sur-Drôme, longe la commune sur son flanc nord-est et se jette  dans l'Aure à Trévières, après avoir traversé onze communes. 
La Siette, d'une longueur de 10 km, prend sa source dans la commune de Montfiquet et se jette  dans la Tortonne à Saon, après avoir traversé trois communes. 

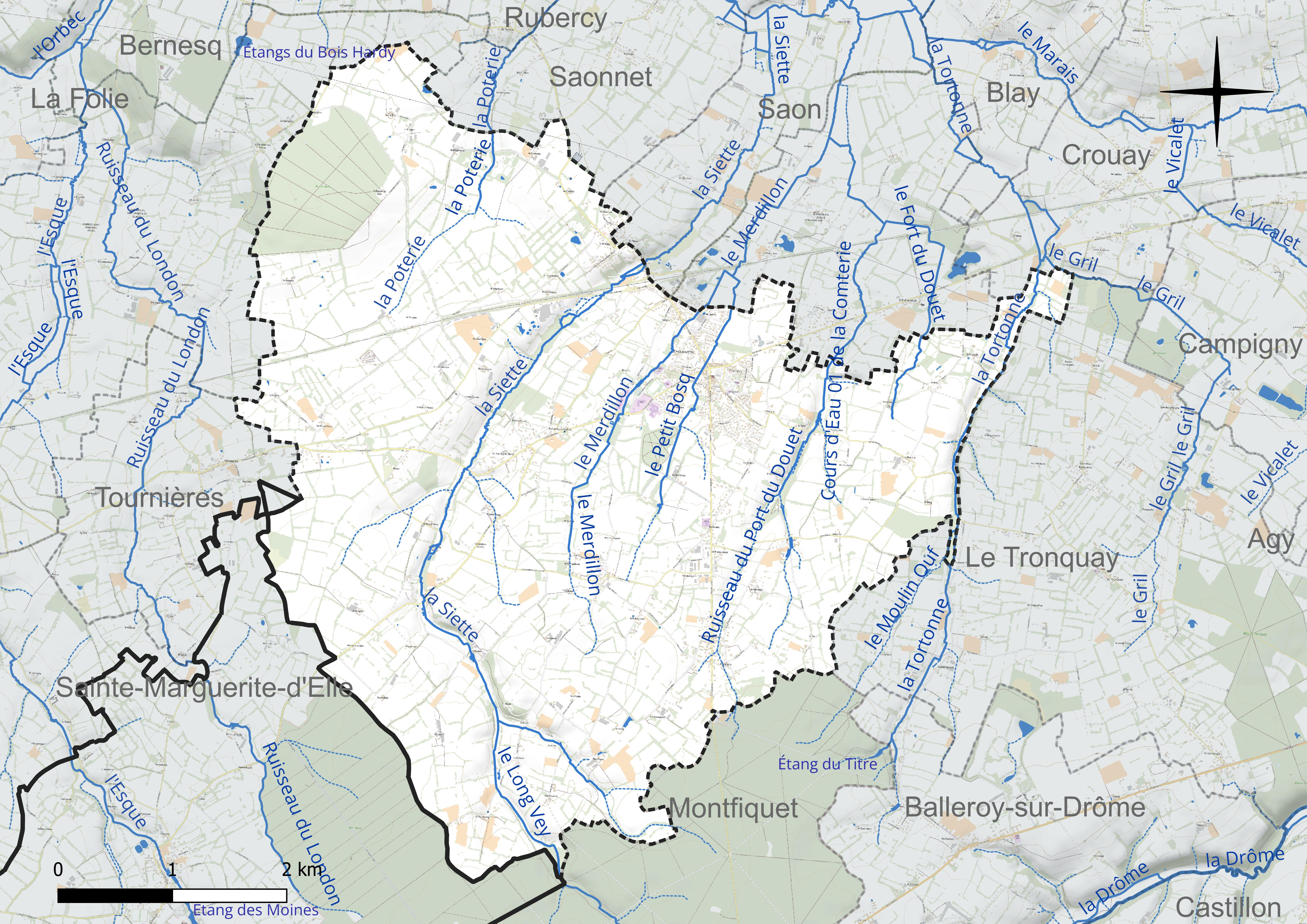
Réseau hydrographique du Le Molay-Littry.

### Climat
Pour des articles plus généraux, voir Climat de la Normandie et Climat du Calvados.
En 2010, le climat de la commune est de type climat océanique franc, selon une étude du CNRS s'appuyant sur une série de données couvrant la période 1971-2000. En 2020, Météo-France publie une typologie des climats de la France métropolitaine dans laquelle la commune est exposée à un climat océanique et est dans la région climatique  Normandie (Cotentin, Orne), caractérisée par une pluviométrie relativement élevée (850 mm/a) et un été frais (15,5 °C) et venté. Parallèlement le GIEC normand, un groupe régional d'experts sur le climat, différencie quant à lui, dans une étude de 2020, trois grands types de climats pour la région Normandie, nuancés à une échelle plus fine par les facteurs géographiques locaux. La commune est, selon ce zonage, exposée à un « climat maritime », correspondant au Cotentin et à l'ouest du département de la Manche, frais, humide et pluvieux, où les contrastes pluviométrique et thermique sont parfois très prononcés en quelques kilomètres quand le relief est marqué.
Pour la période 1971-2000, la température annuelle moyenne est de 10,7 °C, avec  une amplitude thermique annuelle de 11,5 °C. Le cumul annuel moyen de précipitations est de 802 mm, avec 12,5 jours de précipitations en janvier et 7,3 jours en juillet. Pour la période 1991-2020, la température moyenne annuelle observée sur la station météorologique la plus proche, située sur la commune de Balleroy-sur-Drôme à 7 km à vol d'oiseau, est de 11,2 °C et le cumul annuel moyen de précipitations est de 924,3 mm,. Pour l'avenir, les paramètres climatiques de la commune estimés pour 2050 selon différents scénarios d'émission de gaz à effet de serre sont consultables sur un site dédié publié par Météo-France en novembre 2022.

## Urbanisme

### Typologie
Au 1er janvier 2024, Le Molay-Littry est catégorisée bourg rural, selon la nouvelle grille communale de densité à 7 niveaux définie par l'Insee en 2022.
Elle appartient à l'unité urbaine du Le Molay-Littry, une agglomération intra-départementale dont elle est ville-centre,. Par ailleurs la commune fait partie de l'aire d'attraction de Bayeux, dont elle est une commune de la couronne,. Cette aire, qui regroupe 29 communes, est catégorisée dans les aires de moins de 50 000 habitants,.

### Occupation des sols
L'occupation des sols de la commune, telle qu'elle ressort de la base de données européenne d'occupation biophysique des sols Corine Land Cover (CLC), est marquée par l'importance des territoires agricoles (89,2 % en 2018), une proportion sensiblement équivalente à celle de 1990 (89,6 %). La répartition détaillée en 2018 est la suivante : prairies (65,8 %), zones agricoles hétérogènes (15,7 %), terres arables (7,7 %), zones urbanisées (6,8 %), forêts (4 %). L'évolution de l'occupation des sols de la commune et de ses infrastructures peut être observée sur les différentes représentations cartographiques du territoire : la carte de Cassini (XVIIIe siècle), la carte d'état-major (1820-1866) et les cartes ou photos aériennes de l'IGN pour la période actuelle (1950 à aujourd'hui).

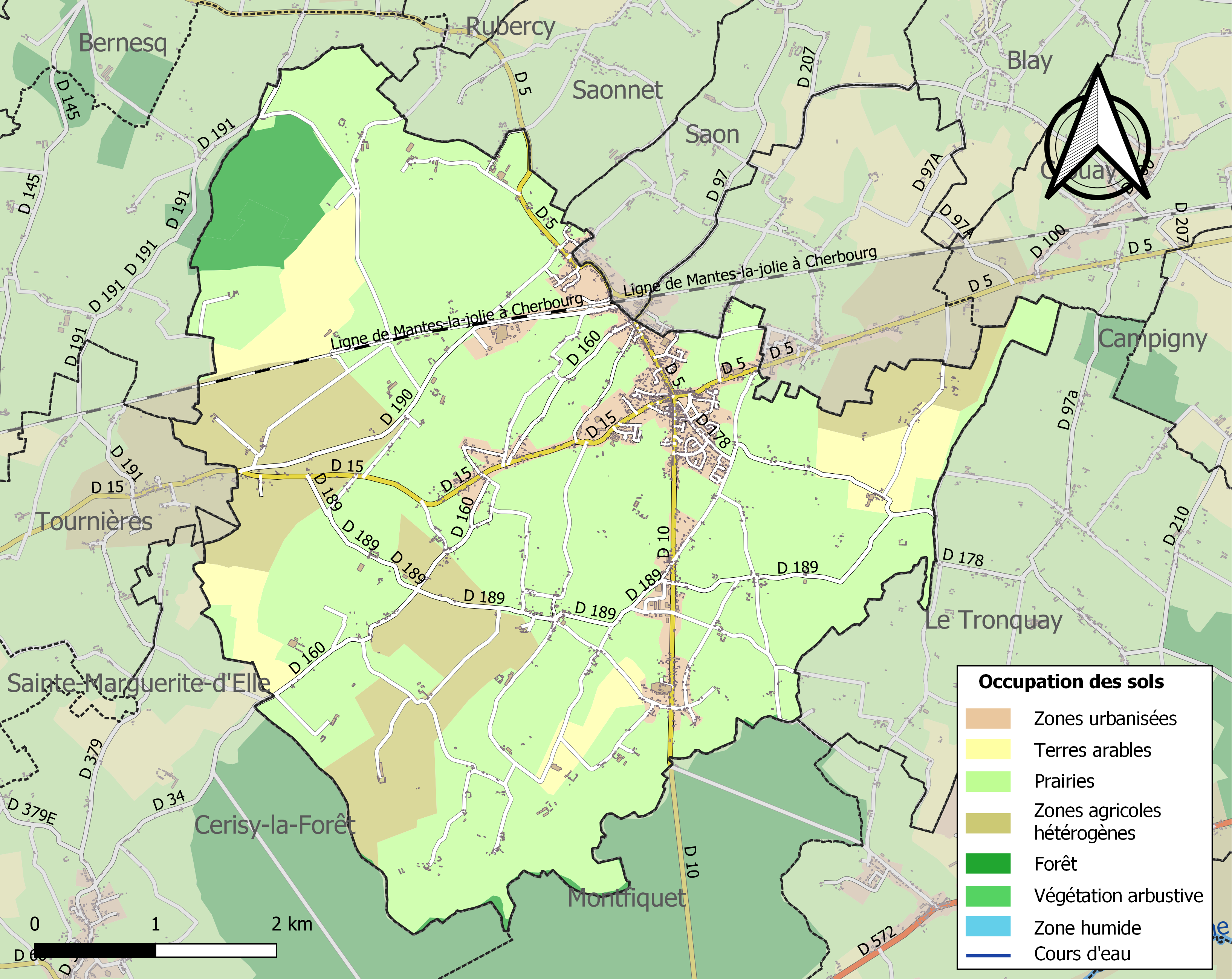
Carte des infrastructures et de l'occupation des sols de la commune en 2018 (CLC).

### Morphologie
D'une superficie de 2 712 hectares, la commune est organisée en trois bourgs : les cœurs historiques du Molay, autour de l'ancien château du Molay, de Littry, situé autour de l'église Saint-Germain et du bourg de La Mine (intégré lors de la création des communes à la commune du Molay), véritable centre actuel de la ville, le plus récemment édifié au début du XVIIIe siècle au développement de l'activité minière.

### Transports

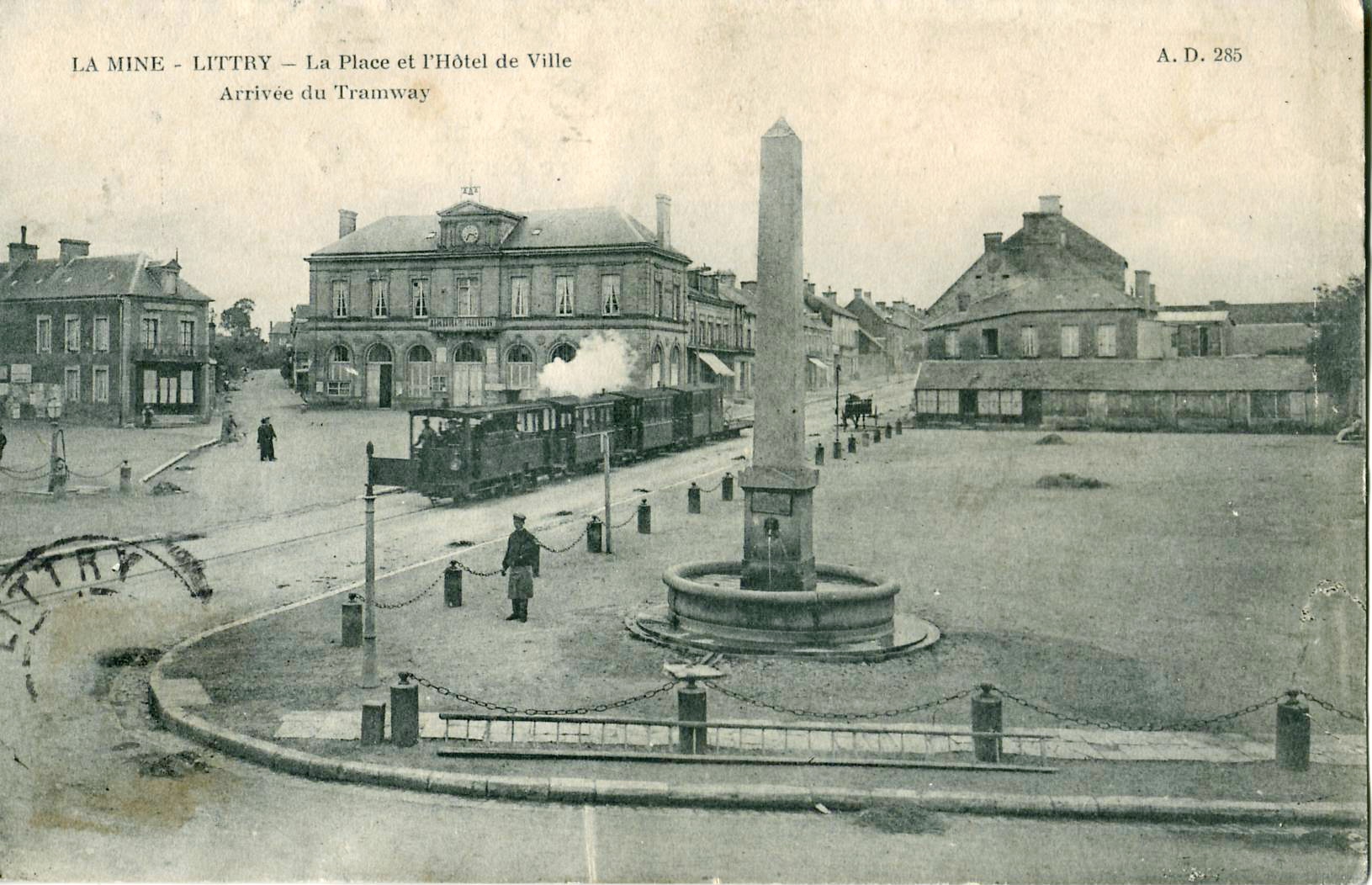
L'arrivée du « tramway » des Chemins de fer du Calvados devant l'hôtel de ville.

Le Molay-Littry disposait d'une ligne de tramway jusqu'en 1933. La gare du Molay-Littry, située sur la ligne Paris - Cherbourg, est desservie par les TER Basse-Normandie.
En 1901, la commune était également reliée à Grandcamp, Isigny-sur-Mer et Saint-Laurent-sur-Mer (ligne de Grandcamp à la gare du Molay et à La Mine de Littry), Balleroy (ligne de La Mine de Littry à Balleroy) et Bayeux (via Balleroy) par les Chemins de fer du Calvados jusqu'en 1928 (date à partir de laquelle les liaisons se feront par autobus).

## Toponymie
Le Molay est attesté sous les formes Molei en 1155, Maulay en 1204 (magni rotuli, p. 112), Moletum Baconis au XIVe siècle (livre pelut de Bayeux), Mollay Bacon en 1469 (archives nationales P. 272, n° 46), Le Moleay en 1793.
Le Molay signifierait le lieu où il y a des moulins (du latin mola signifiant meule), une autre hypothèse proposée est que ce nom serait une dérive de l'anglo-saxon molde qui signifie sable et poussière, hypothèse confirmée par la nature du sol des environs et par la présence attestée au IVe siècle de Saxons dans cette partie occidentale du Bessin.
Littry est attesté sous la forme Listreium au XIVe siècle (pouillé de Bayeux).
Littry (Listreium au XIVe siècle ou Littreium) signifierait la propriété de Lister (nom de personne roman), suivi du suffixe -acum.
Le gentilé est Molystrien.

## Histoire

### Les premières invasions
Le Bessin a subi à l'image de la capitale des Viducasses, Aregenua (Vieux-la-Romaine) ou Augustodurum (Bayeux) des incursions, voire invasions, de tribus saxonnes à la fin de l'ère romaine. Le Molay, alors simple fortin, eut lui aussi à faire face à ces tribus germaniques selon la légende de l'if du Molay : « Dans le cimetière de l'église du Molay, près de Bayeux est un if commun Taxus baccata remarquable pour son âge, ses dimensions et la disposition de ses branches (...). Ainsi quant à ses origines, suivant les uns le premier if, dont celui-ci ne serait qu'un rejet, aurait été planté sur la tombe d'un chef saxon, tué en défendant le gué du ruisseau du Molay contre un certain Waroc (ou plutôt Waroch II), fils de Mailers, comte de Bretagne, en l'an 578 ». Grégoire de Tours désigne d'ailleurs cette peuplade par le terme de « Saxones Baioccassini ». Plus tard, Charles le Chauve dans un des capitulaires confie même la défense de ce territoire à ce groupe « Of lingua saxonis » (de langue saxonne) plus ou moins francisé.
Edmond de Laheudrie confirme : « Selon Grégoire de Tours, d'importantes colonies dites saxonnes existaient dans la région. Chilpéric fit en 578 appel aux Saxons de Bayeux qui furent taillés en pièces par Waroch, comte de Vannes, qui tombant la nuit sur eux en tua la plus grande partie »,.

### Les invasions scandinaves
Dès le début du IXe siècle, le Bessin subit les assauts et sacs répétés des Vikings (ou Normands), Bayeux est incendié par Rollon, les abbayes de Vigor et de Deux-Jumeaux rasées. Après le traité de Saint-Clair-sur-Epte, le roi de France Charles III le Simple abandonne la Normandie aux Scandinaves et revient à la charge de leur chef Rollon de répartir toutes ses terres entre ses compagnons d'armes.

### Les Bacon

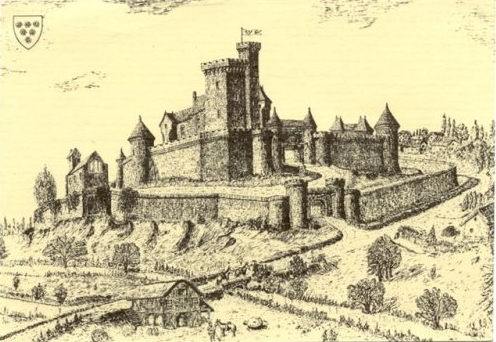
Représentation du château fort des Bacon Molay au XVe siècle selon Arcisse de Caumont.

Bacon : de gueules aux six quintefeuilles d'argent ordonnées 3, 2 et 1.

La famille Bacon, d'ancienne noblesse, possédait la terre du Molay à trois lieues de Bayeux et une de Cerisy.
Le chanoine Guérin dit que : « mis en possession de notre Neustrie, Rollon partagea les forêts abandonnées entre ses compagnons d'armes » et que « Bacon eut les bois et les marécages sis entre l'Esque et la Tortonne ». Le plein fief et chatellenie du Molay se composait des fiefs du Molay, de Blagny, de Saon, de Quetteville et de Blay et d'une partie des fiefs de Saonnet, la Quèze, Formigny, Grouchy, Audrieu.
Sans doute d'origine scandinave si l'on se réfère à son prénom, Anquetil Bacon dut être un volontaire et compagnon de fortune de Rollon assoiffé d'aventure et de possible richesse. On ne sait que peu de choses de l'ancêtre de la famille.
Ses successeurs Robert et Roger Ier ont entrepris de relever l'église de Blay, Arcisse de Caumont date celle-ci de la fin du Xe siècle.
Un autre de ses descendants, Guillaume II Bacon, accompagna le duc Robert Courteheuse à la première croisade en 1096.
C'est à la famille Bacon du Molay que l'on doit la construction du château fort du Molay (aujourd'hui disparu), mais aussi du château fort de Colombières à la fin du XIVe siècle à la demande du roi de France. La famille légua un grand nombre de terres et biens aux abbayes et églises du diocèse de Bayeux, ainsi qu'à la commanderie templière de Baugy.
La lignée directe des chevaliers bannerets du Molay s'éteignit avec Roger V Bacon qui eut une fille unique, Jeanne Bacon. Cette dernière, malgré plusieurs unions, décèdera sans descendance.

### La guerre de Cent Ans
Le 23 juillet 1346, le château subit l'assaut d'un corps de l'armée anglaise lors de la chevauchée du roi Édouard III d'Angleterre débarqué à Saint-Vaast le 11 juillet 1346, sous le commandement de Geoffroy d'Harcourt. Après une défense héroïque, Jeanne, craignant de devenir prisonnière de son ancien prétendant, décide de s'échapper avec quelques-uns de ses gens, laissant le soin aux derniers défenseurs du château de capituler à une heure fixée. Rejetant toute proposition, Geoffroy d'Harcourt prend le château par la force, le pille et le rase. Les vainqueurs ne trouveront trace de Jeanne dans ses appartements lors du pillage de château,.
En février 1364, Jean de Tilly, marié à Jeanne des Moustiers, pris le parti de Charles de Navarre et reprit avec Guillaume de La Haye, capitaine de Valognes, le Molay-Bacon aux « Englais et Gascoings ».
La place est reprise aux Anglo-navarrais peu avant le 12 mars 1364, par les troupes de Bertrand Du Guesclin.
À la mort de Jehanne en 1376, ses biens sont divisés et octroyés aux descendants indirects des ancêtres de la famille Molay-Bacon par le bailli de Caen, le 15 juin 1377 aux assises de Bayeux :
- Raoul II de Meulan, baron de Courseulles, seigneur de Bernières et Lion descendant d'Eustachée Bacon ;
- Jean Courtonne, seigneur d'Achon, descendant d'Alix Bacon, nièce de Roger V Bacon ;
- Jean d'Argouges, seigneur d'Argouges, Gratot, de Molay-Bacon et de la Champagne, héritier au même degré que Jean Courtonne.

La motte et le château reviennent à Raoul de Meulan, qui releva les ruines à partir de 1378.
Raoul II de Meulan marie en troisièmes noces, sa fille Jeanne à Alain de Beaumont dit Pied-de-Bœuf, chevalier, seigneur de Beaumont-Guitté en 1387 dans le château rénové en présence du duc d'Orléans et de Bertrand Du Guesclin.
Vers 1412, le château est une nouvelle fois attaqué par les Anglais, pris et occupé. Il est repris par les troupes de Charles VII le 15 juillet 1452, mais à la suite des bombardements d'artillerie, le fort est de nouveau dans un état de ruine.
L'héritier des Beaumont, Pierre ne reconstruit pas le château et érige sa demeure sur l'assise de la barbacane.

### Les guerres de Religion
Vers 1580, un de ses lointains descendants, Pierre de Hérisson Beaumont, retourne dans le château afin d'y reconstruire un manoir dans le style du manoir actuel d'Argouges à Vaux-sur-Aure.
Sa fille est mariée à Antoine d'Espinay, marquis de Broon, de Beaumont et gouverneur de la ville de Dol en 1582. Le baronnage du Molay passe entre les mains de la maison d'Espinay (branche de Broon). Converti au protestantisme, son manoir est attaqué et détruit par Charles d'Argouges-Boussigny pendant son absence durant les guerres d'Italie. À la suite de son décès lors d'un combat à Dol-de-Bretagne contre le fils de Gabriel Ier de Montgommery, Jacques II. Son fils Antoine hérite de la seigneurie en 1591 mais meurt rapidement. Son fils Philippe d'Espinay, répare le château en 1616 et agrandit l'église du Molay. Au XVIIe siècle, la paroisse a pour seigneur Guillaume de Bacon.
Son fils Louis marie sa fille cadette Marie-Madeleine à Henri de Lorraine, comte de Brionne et grand écuyer de France et membre de la famille de Guise. Ils ont un fils, Louis, qui héritier le 3 avril 1712 de dettes, l'obligea selon les sources à vendre ses biens hérités des Bacon.

### L'industrie potière

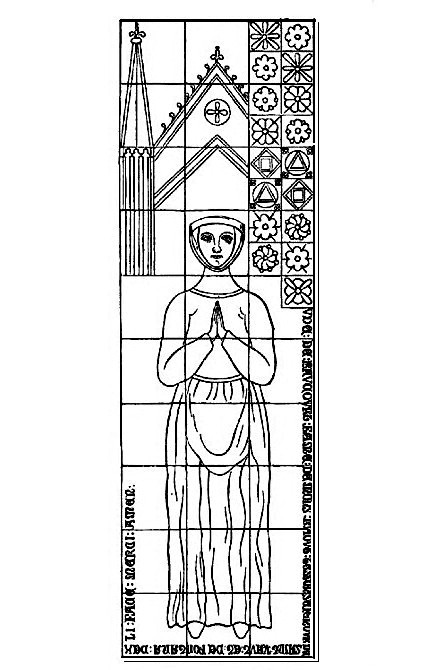
Plate-tombe provenant de l'abbaye Saint-Étienne de Fontenay produite dans les ateliers du Molay.

Le Molay-Littry est au cœur d'une zone riche en argile grésante couvrant le Bessin et le sud du Cotentin. Plusieurs ateliers ont été découverts par les archéologues sur la commune du Molay-Littry :
- l'atelier de Saint-Éloy, qui date de la fin du XIe début du XIIe siècle ;
- l'atelier du Planitre dont l'activité perdura du XVe au début du XVIIIe siècle.

Plusieurs documents mentionnent l'activité potière du Molay :
- le premier document signé du bailli du Bessin Hamon Le Bouteiller, mentionne une redevance de douze sols versée par les potiers pour la terre prise dans la foresta de Truncheio (forêt du Tronquay) ;
- un deuxième document de 1195, fait mention pour une même extraction de quatorze sols ;
- un troisième daté de 1198, signé de Guillaume Poignard, bailli du Bessin sous Henri II, porte sur la même somme ;
- le dernier, datant de 1316, provient du Livre Pelut de Bayeux dans lequel sont tenus les comptes de la vicomté. Ils mentionnent que les potiers « du Moulay devaient vingt sols et trois deniers pour une partie de terre située entre Vernay et Trunquay et une somme égale (soit en tout quarante sols et six derniers) pour du bois pris dans la forêt de Bur »[46].

L'abbé Guérin, dans son almanach, a relevé la liste des membres de la corporation des potiers du Molay en l'an 1500. Il indique que cette corporation bénéficiait d'une exemption de la taille au XIVe siècle (à cette époque, cet impôt était temporaire et irrégulier).
Les débouchés commerciaux des artisans potiers sont les marchés et foires situés entre les fleuves côtiers Vire et Dives, ce qui correspond approximativement au diocèse de Bayeux. La cité épiscopale est le marché le plus important du Bessin par ses différentes foires comme la foire de la Toussaint qui se déroule sur six jours, trois jours avant et trois après la Toussaint ou la foire de la Saint-Nicolas et la foire de la Cromelle. Le compte d'Yvon Huart dénombre, en 1376, dix-neuf foires se déroulant de juin à décembre dans le Bessin.
Les statuts des potiers mentionnent aussi que les artisans vont vendre au-delà du diocèse leurs produits, exemple à l'abbaye de Cerisy : « Dans le reste, ainsi que dans la chapelle de la Vierge existent encore quelques fragments du pavage ancien en brique émaillée du Molay ». Des dessins ont pu être relevés dont quelques-uns diffèrent de ceux que l'on retrouvera à l'abbaye de Longues et à l'église Saint-Étienne de l'abbaye aux Hommes de Caen,. On retrouvera également des pavés provenant des ateliers du Molay sur la plate tombe en céramique de Guillaume de Margerai, prêtre de Querqueville, découverte à l'abbaye Notre-Dame-du-Vœu à Cherbourg. Ces pavés portant fleurs de lys, château de Castille et rose des Bacons (bienfaiteurs de l'établissement ecclésiastique à l'image des Chanteloup, Courcy ou Mallemains…) sont identiques à ceux retrouvés sur le site du Planitre au Molay-Littry.

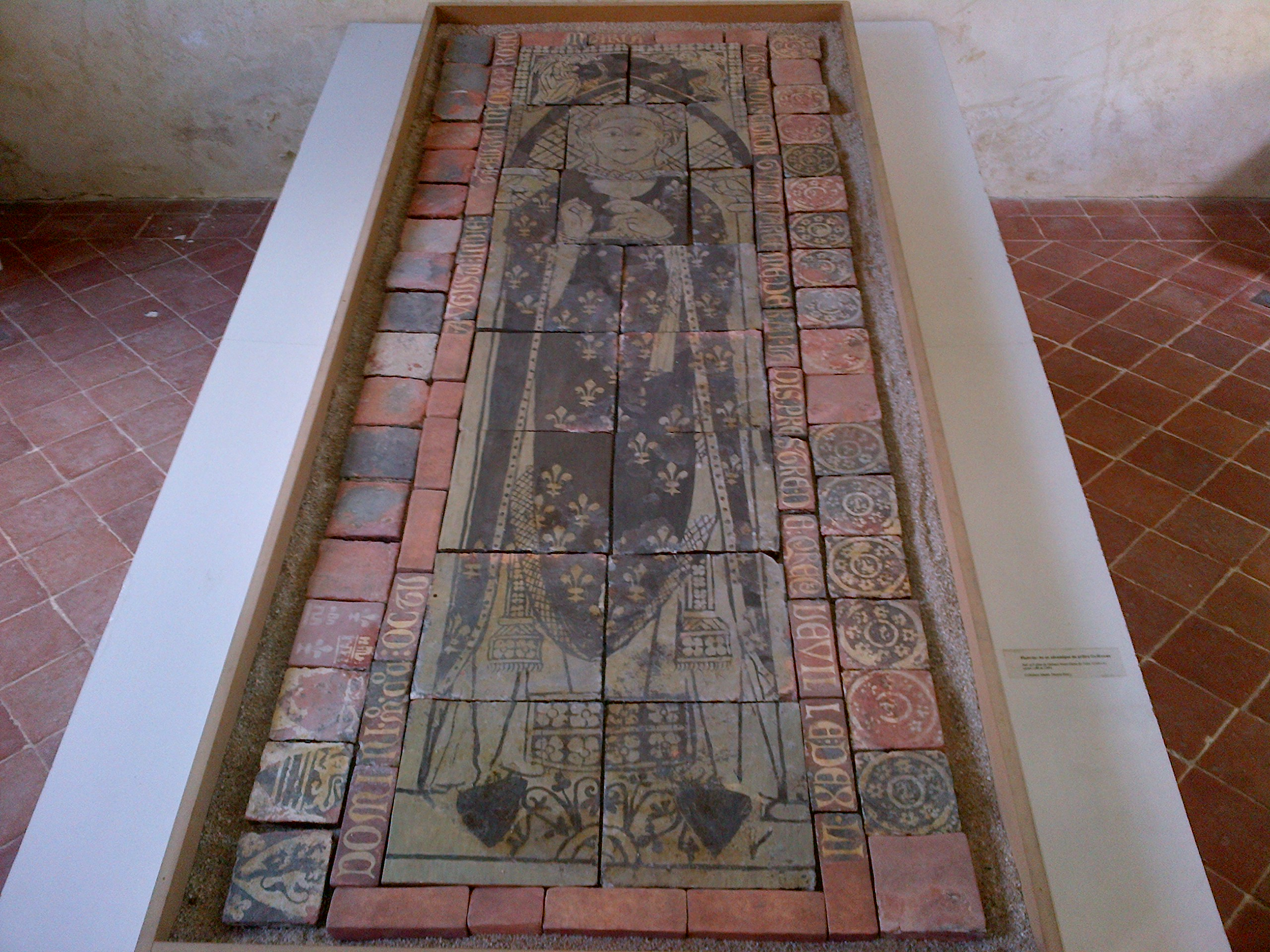
Plate tombe du Prêtre Guillaume, abbaye Notre-Dame-du-Vœu à Cherbourg.

Les plates-tombes présentes dans l'abbaye Saint-Étienne de Fontenay sont des productions des potiers du Molay. Ces plates-tombes du XIVe siècle, l'une représente une femme en robe longue située dans le chœur de l'église, une autre un chevalier revêtu d'une cotte de mailles enfin la dernière représente Guillaume de Croisille, tenant un calice et revêtu d'une chasuble.
Enfin, il est encore possible d'observer de nos jours d'autres productions des ateliers du Molay sur un pan de mur extérieur de l'église de Saon (plaque funéraire de la famille Bacon), dans le chœur de l'église de Saint-Martin-de-Blagny (deux pavés vernissés), au musée Baron-Gérard de Bayeux (collection de pavés et de plates-tombes provenant de l'abbaye de Longues-sur-Mer).
Daniel Dufournier dans son ouvrage sur les poteries normandes de la région du Bessin confirme la présence de poterie du Molay dans des lieux prestigieux : « L'analyse chimique, conduite par plusieurs méthodes, a corroboré l'hypothèse de base et révélé la remarquable similitude des compositions chimiques des vases de Rubercy et des argiles extraites sur l'ancienne commune du Molay. Ces mêmes techniques ont montré que les céramiques de Saint-Ursin et celles appartenant au groupe B de la salle de l'échiquier au château de Caen avaient la même composition que les vases de Rubercy. Il existe donc une très forte probabilité pour que ces dernières aient été fabriquées dans cette région du Bessin ».
L'industrie potière du Molay cesse en 1727. L'activité se déplacera et un nouveau noyau d'artisans potiers (au nombre de 21) s'installera du côté de Lison. À la fin du XVIIIe siècle émergera un nouveau centre d'activité potière : Noron-la-Poterie.

### Le développement de l'industrie minière

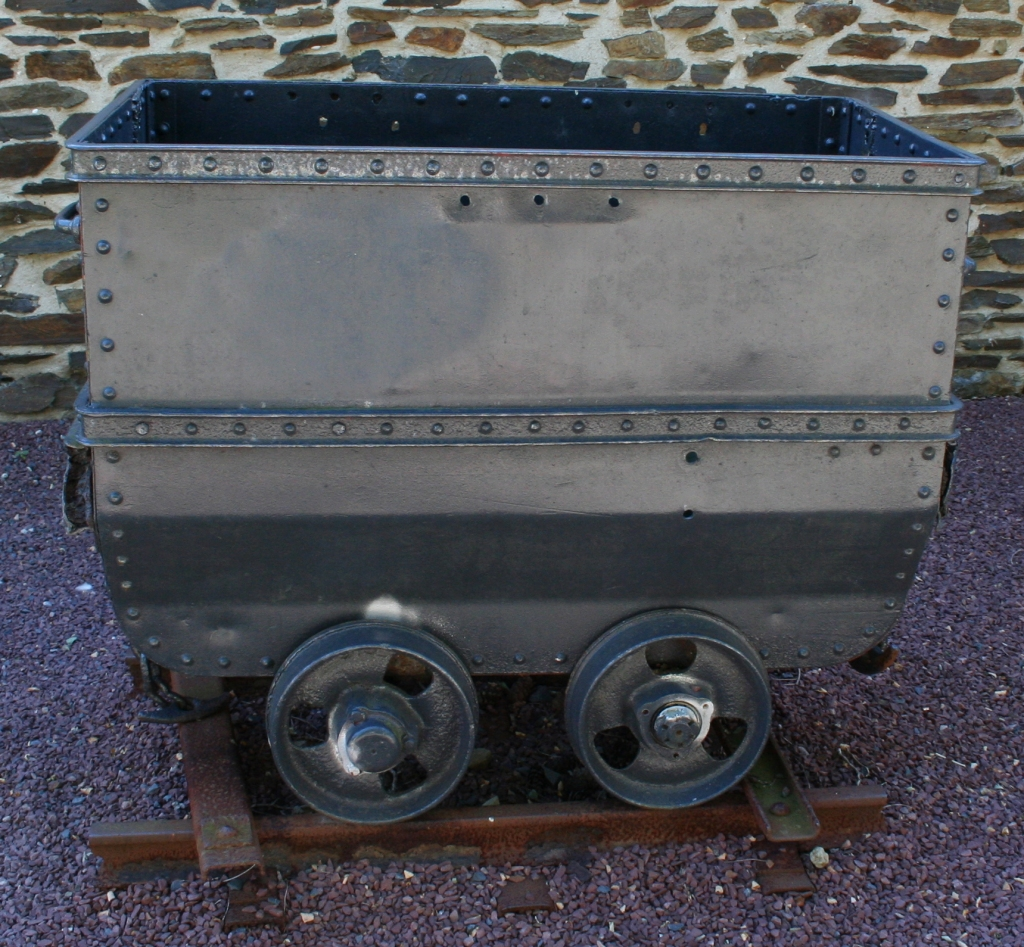
Une berline au musée de la mine.

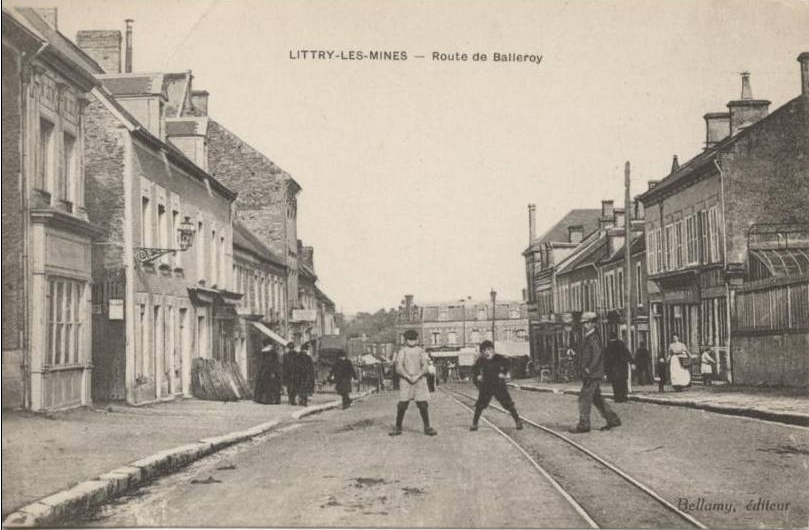
Route de Balleroy à Littry au début du XXe siècle avec les rails des Chemins de fer du Calvados.

Un paysan découvrit par hasard, en 1741, près de la forêt de Cerisy, un affleurement de houille que le marquis de Balleroy décida d'exploiter pour alimenter ses foyers, avec l'accord de Louis XV. Le premier puits ouvert en 1743 fut appelé « fosse Le Sauvage ». Un groupe de financiers parisiens, la Compagnie des mines de Littry, acheta en 1747 la concession longue de 62 kilomètres et large de 32 kilomètres. Ils firent creuser dix-sept puits dont un d'une profondeur de 117 mètres. Le charbon de Littry, reconnu pour sa qualité, alimentait de nombreuses usines à gaz, des fours de verrerie ou des bateaux de la Marine nationale. Peu à peu le bourg prospéra et se développa. En 1864, on comptait huit cents mineurs. Trois mille personnes vivaient autour du carreau minier. Cependant, concurrencée par le charbon britannique et du Nord de la France, la mine périclita et ferma en 1880. Remise en service en 1940 par les troupes d'occupation allemandes, elle connut un second souffle. À partir de 1946, les « gueules noires » extraient 1 000 tonnes de charbon par mois. Les Charbonnages de France qui avaient nationalisé en 1947 la houillère de Littry, décidèrent deux ans plus tard, d'en arrêter l'exploitation, jugée non rentable. Le dernier massif prospecté (3 millions de tonnes) reste inexploité.

### Le manoir du Molay
En 1758, un jeune écuyer du roi Louis XV du nom de Jacques-Jean Le Coulteux du Molay (1740-1823) devient propriétaire de l'ancien manoir des Argouges au lieu-dit de la Basse Cour et construit à la place sa résidence. Jacques-Jean était un riche banquier, qui eut un fils (Jacques Félix Le Coulteux du Molay) avec sa femme Geneviève Sophie Le Coulteux de la Noraye avant leur divorce. Il était également propriétaire du château Malmaison, à Rueil près de Paris avant que celui-ci ne soit racheté par Joséphine de Beauharnais pour la somme de 250 000 francs de l'époque. Jacques-Jean épouse en secondes noces Alexandrine Sophie Pauline Le Couteulx, le couple a eu trois enfants.
Le 2 avril 1826, le comte Anne-François Édouard de Chabrol de Crousol, fils du comte Christophe de Chabrol de Crouzol (écrit aussi de Crousol), épouse Pauline Le Coulteux du Molay, transforme et étend le manoir, lui donnant le style architectural qu'il a aujourd'hui. Le vicomte a été membre de la Chambre des pairs, pendant le règne de Napoléon III. Collectionneur d'art passionné et de livres, il était le grand-père du compositeur français Vincent d'Indy, qui mourut en 1931.
 
À la fin du XIXe siècle, le château devient la propriété de Louis Viellard, sénateur et industriel à Belfort, qui se marie avec Louise Le Couteulx du Molay (décédée en 1956), fille Jacques Paul Marie Le Couteulx du Molay.
Durant la Seconde Guerre mondiale, le château est réquisitionné par l'armée allemande.
Le manoir accueille ensuite un pensionnat de jeunes filles de Saint-Lô, puis des colonies de vacances de Citroën jusqu'en 1978. À cette époque, le château est entièrement rénové et transformé en un hôtel trois étoiles. En février 1993, le château du Molay a été acheté par Travelbound, une compagnie anglaise qui appartint à la société First Choice elle-même rachetée par le groupe TUI, il n'a plus ses 3 étoiles.

### Seconde Guerre mondiale

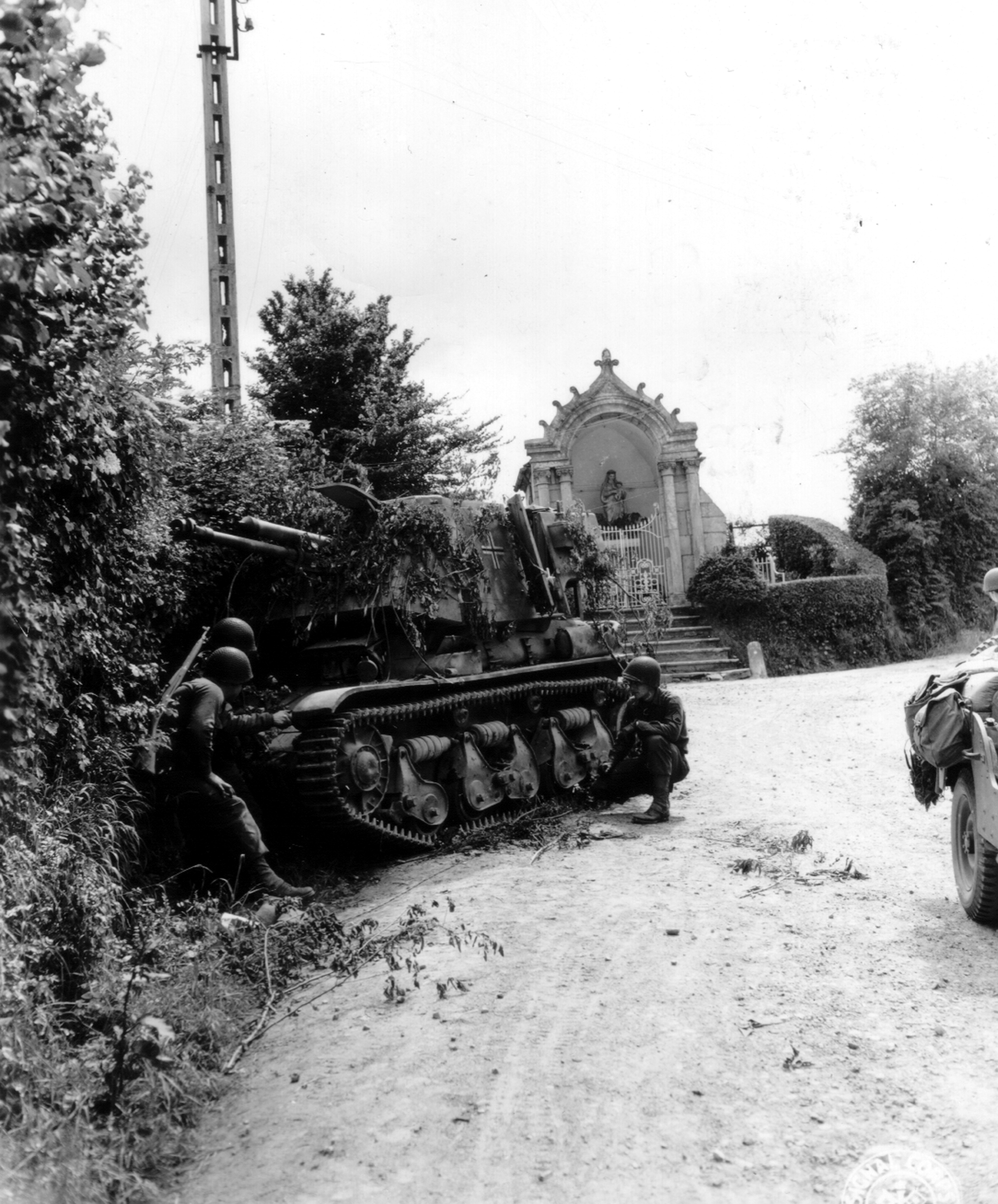
Soldats américains près d'un Pak Panzer- Kampfwagen 35 R abandonné près du bourg de Littry.

La zone de Balleroy et du Molay-Littry a été l'un des endroits où les Allemands avait mis en place des installations d'armes V, ces installations n'ont cependant jamais été mises en service actif. Des rampes de lancement de bombes volantes V1 voire V2 ont été installées dans l'allée du château. La région et les armes-projet V ont été sous le contrôle de Generalleutnant (général) Dietrich Kraiss et de la 352e division d'infanterie statique.
Kraiss était un commandant de la 90e division d'infanterie (de septembre 1939 à mars 1941), 168e division d'infanterie (de juillet 1941 à mars 1943) et 355e division d'infanterie jusqu'en mai 1943. En novembre 1943, il prend le commandement de la 352e division d'infanterie qui est en 1944, avec six autres divisions, positionnée en Normandie, en face de l'invasion alliée. La 352e division d'infanterie dispose de 7 400 soldats et tient des positions défensives autour de Saint-Lô. Il est finalement tué dans les combats post débarquement près de Saint-Lô, atteint par un obus de l'un de ses propres mortiers,.
Au moment du débarquement de Normandie, le PC du Generalleutnant Dietrich Kraiss est positionné au bourg de Littry, dans la résidence dite « du château de la rivière » rue du Carrefour-Lacroix, près de l'église Saint-Germain, il subit un bombardement aérien le 7 juin 1944. Trois bombes atteignent le cimetière de l'église, on dénombre huit victimes civiles. La ville est finalement libérée par le 9e régiment d'infanterie le 10 juin 1944. Les Allemands battent en retraite non sans commettre quelques exactions sur la population civile. M. Michel Houyvet, chef d'entreprise et président de la commission d'administration générale du conseil général du Calvados est abattu dans son jardin par des soldats allemands le jour de la libération de la commune de Littry.
La 2e division blindée américaine est également célèbre au Molay-Littry de par l'un de ses soldats Howard Gillingham, jeune américain de 22 ans originaire de l'Iowa qui rencontra Jeanine fille du propriétaire d'un café dans le bourg de la Mine, le 10 juin 1944. Howard retrouvera après la guerre Jeanine et fonderont une famille aux États-Unis d'abord avant de reprendre l'affaire familiale au Molay-Littry.
Tournières est un petit village jouxtant Le Molay-Littry, où le général américain Dwight Eisenhower établit son premier QG en France sous le nom de code Shellburst.
Après la libération de la zone par les forces alliées, les ingénieurs de la Ninth Air Force commencent la construction d'un terrain d'atterrissage avancé en dehors de la ville. Déclaré opérationnel le 25 juin, l'aérodrome est désigné sous le code de « A-9D », il est utilisé par les unités de reconnaissance et de réparation de diverses unités de soutien et ce jusqu'en octobre, date de sa fermeture,.

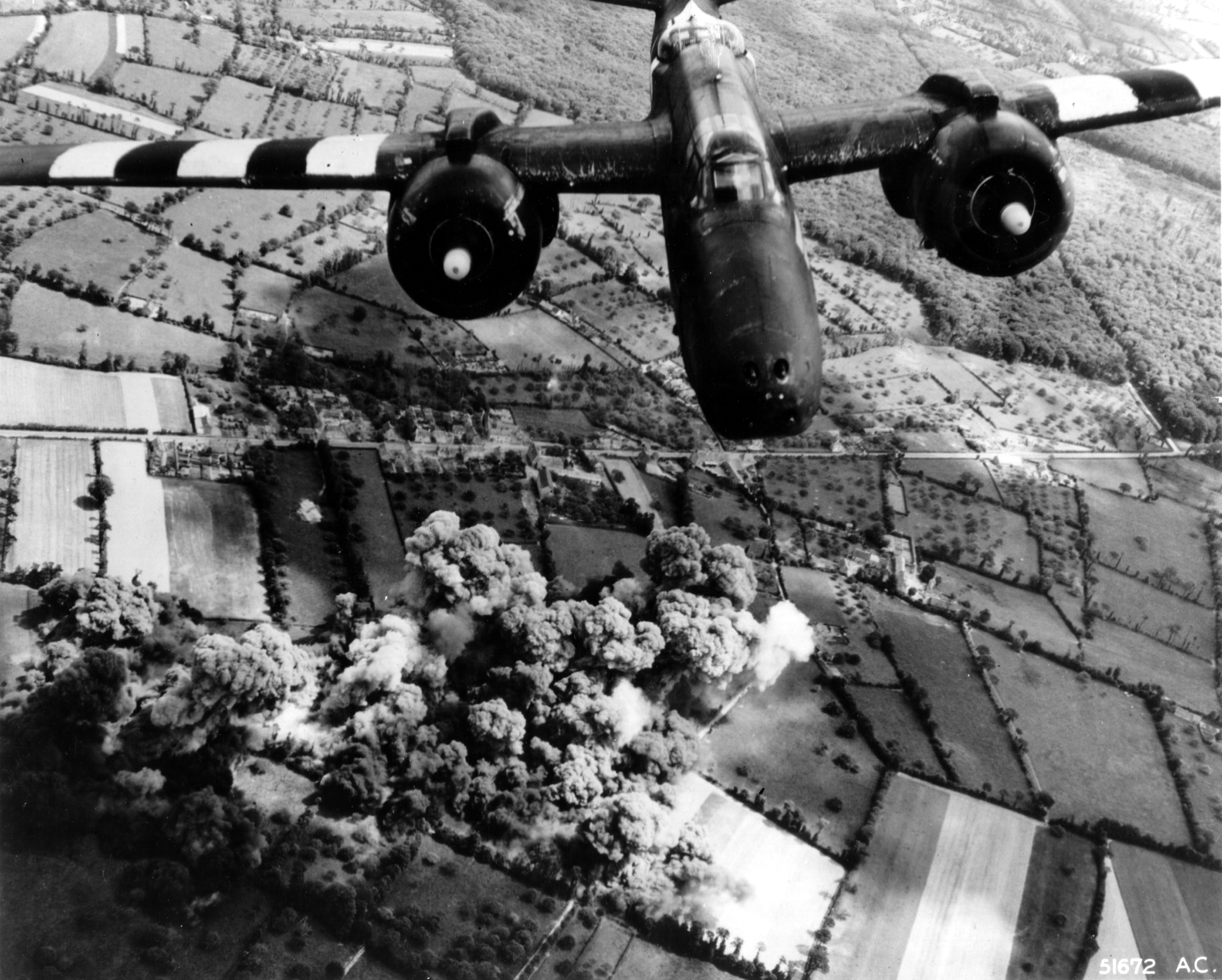
Bombardement du PC du Generalleutnant Dietrich Kraiss commandant de la 352 ID près de l'église de Littry.
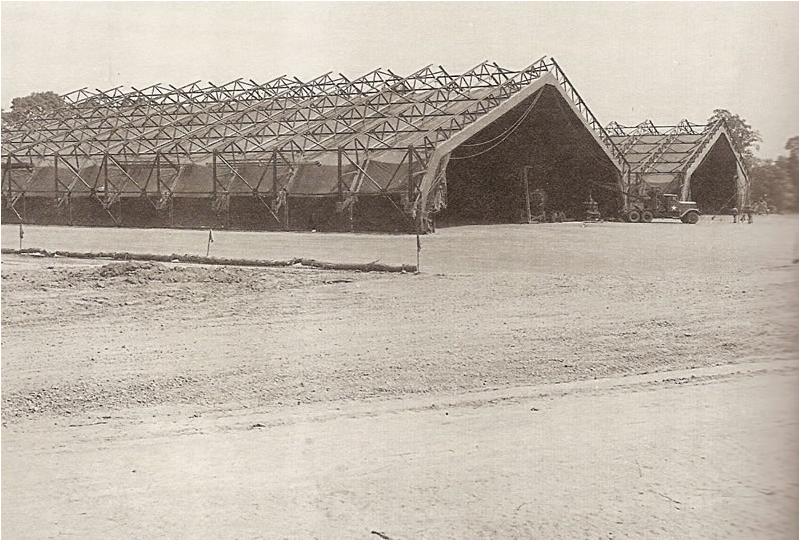
Hangar Butler utilisés sur l'aérodrome A-9 du Molay.
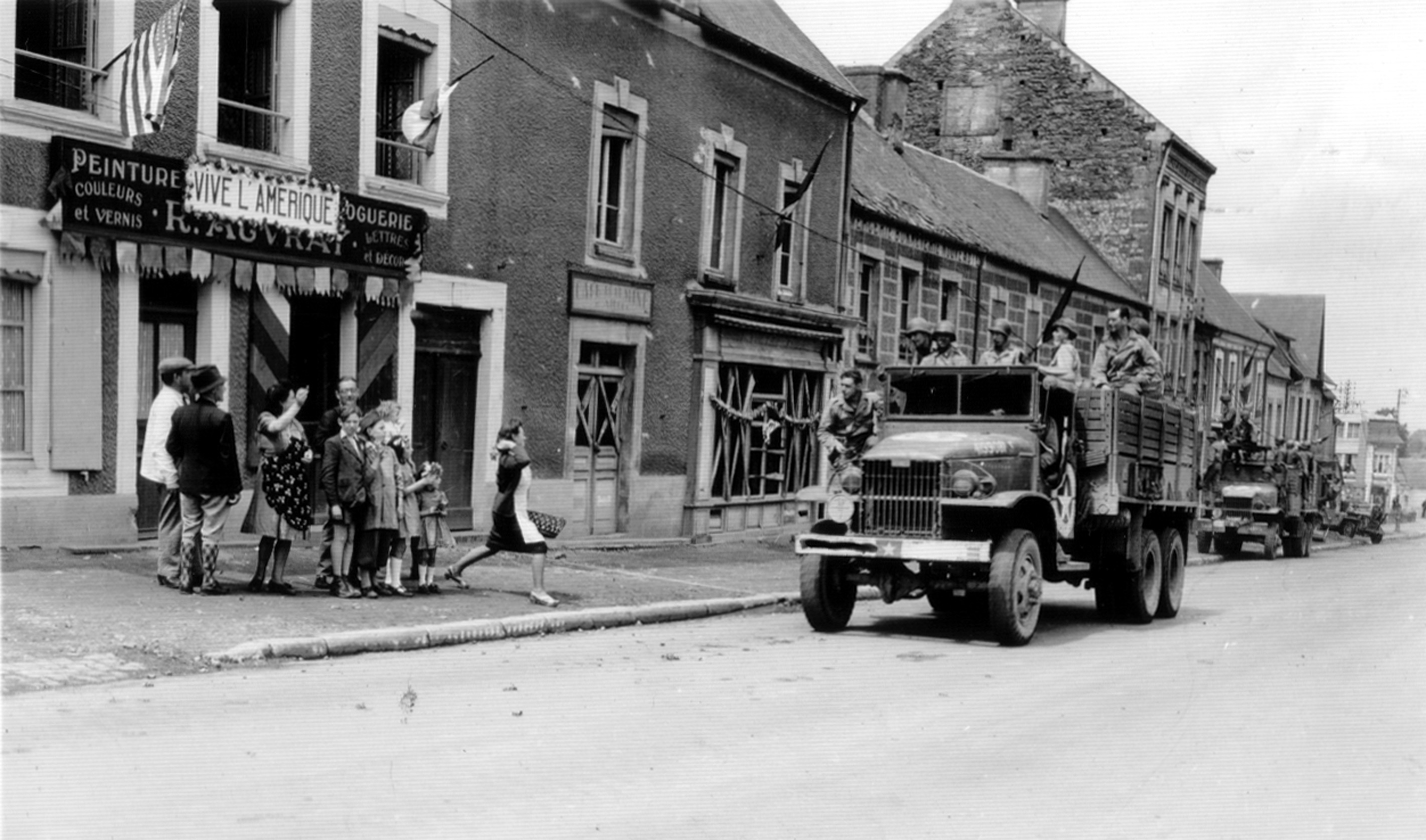
Des Américains à bord de leurs 6X6 dans la ville.

### Fusions
C'est le 23 janvier 1969 que les deux anciennes communes du Molay et de Littry fusionnent pour donner naissance à la commune actuelle du Molay-Littry.

## Politique et administration

### Liste des maires
| Période                                   | Période   | Identité           | Étiquette | Qualité                            |
| ----------------------------------------- | --------- | ------------------ | --------- | ---------------------------------- |
| 1968                                      | août 1968 | René Clément       |           | Premier adjoint, maire par intérim |
| Fusion des communes du Molay et de Littry |           |                    |           |                                    |
| août 1968                                 | mars 1977 | Claude Pézeril     |           |                                    |
| mars 1977                                 | juin 1995 | Yves Bernard       |           | Chef d'entreprise                  |
| juin 1995                                 | mars 2001 | Jean-Claude Betton |           | Agent technique du bâtiment        |
| mars 2001                                 | mars 2014 | Denis Leroux       | SE        | Chef d'entreprise                  |
| mars 2014                                 | en cours  | Guillaume Bertier  | SE        | Éducateur technique spécialisé     |
| Les données manquantes sont à compléter.  |           |                    |           |                                    |

Le conseil municipal est composé de vingt-trois membres dont le maire et six adjoints.
Le Molay-Littry est le siège de la communauté de communes Isigny-Omaha Intercom.

### Jumelages
Lamonzie-Saint-Martin (Dordogne) (France).

## Démographie

### Évolution démographique
L'évolution du nombre d'habitants est connue à travers les recensements de la population effectués dans la commune depuis 1793. Pour les communes de moins de 10 000 habitants, une enquête de recensement portant sur toute la population est réalisée tous les cinq ans, les populations de référence des années intermédiaires étant quant à elles estimées par interpolation ou extrapolation. Pour la commune, le premier recensement exhaustif entrant dans le cadre du nouveau dispositif a été réalisé en 2007.
En 2022, la commune comptait 3 092 habitants, en évolution de +2,35 % par rapport à 2016 (Calvados : +1,58 %, France hors Mayotte : +2,11 %).
La fusion de communes de 1968 est considérée comme une absorption du Molay par Littry (d'où adoption du code Insee de Littry).
| 1793  | 1800  | 1806  | 1821  | 1831  | 1836  | 1841  | 1846  | 1851  |
| ----- | ----- | ----- | ----- | ----- | ----- | ----- | ----- | ----- |
| 1 552 | 1 397 | 1 607 | 1 740 | 2 128 | 2 338 | 2 482 | 2 234 | 2 408 |

| 1856  | 1861  | 1866  | 1872  | 1881  | 1886  | 1891  | 1896  | 1901  |
| ----- | ----- | ----- | ----- | ----- | ----- | ----- | ----- | ----- |
| 2 341 | 2 351 | 2 214 | 2 139 | 2 058 | 2 066 | 1 987 | 1 986 | 1 934 |

| 1906  | 1911  | 1921  | 1926  | 1931  | 1936  | 1946  | 1954  | 1962  |
| ----- | ----- | ----- | ----- | ----- | ----- | ----- | ----- | ----- |
| 2 006 | 1 968 | 1 584 | 1 694 | 1 690 | 1 727 | 1 882 | 1 759 | 1 630 |

| 1968  | 1975  | 1982  | 1990  | 1999  | 2006  | 2007  | 2012  | 2017  |
| ----- | ----- | ----- | ----- | ----- | ----- | ----- | ----- | ----- |
| 1 576 | 2 302 | 2 522 | 2 584 | 2 657 | 2 950 | 2 989 | 3 080 | 2 988 |

| 2022  | - | - | - | - | - | - | - | - |
| ----- | - | - | - | - | - | - | - | - |
| 3 092 | - | - | - | - | - | - | - | - |

| 1793 | 1800 | 1806 | 1821 | 1831 | 1836 | 1841 |
| ---- | ---- | ---- | ---- | ---- | ---- | ---- |
| 640  | 490  | 618  | 562  | 673  | 736  | 754  |

| 1846 | 1851 | 1856 | 1861 | 1866 | 1872 | 1881 |
| ---- | ---- | ---- | ---- | ---- | ---- | ---- |
| 749  | 782  | 724  | 732  | 704  | 704  | 699  |

| 1886 | 1891 | 1896 | 1901 | 1906 | 1911 | 1921 |
| ---- | ---- | ---- | ---- | ---- | ---- | ---- |
| 645  | 673  | 657  | 652  | 652  | 679  | 556  |

| 1926 | 1931 | 1936 | 1946 | 1954 | 1962 | 1968 |
| ---- | ---- | ---- | ---- | ---- | ---- | ---- |
| 601  | 562  | 537  | 596  | 551  | 530  | 559  |

La croissance démographique entre 1800 et 1840 correspond au développement des houillères de Littry, tandis que la baisse de population dans les années 1860 à 1880 correspond au déclin et à la fin de l'activité minière.
Du fait de sa qualité de vie et de sa proximité avec les zones urbaines de Saint-Lô, Bayeux et de Caen, la ville du Molay-Littry voit sa population augmenter d'année en année.

### Pyramides des âges
En 2018, le taux de personnes d'un âge inférieur à 30 ans s'élève à 30,9 %, soit en dessous de la moyenne départementale (35,2 %). À l'inverse, le taux de personnes d'âge supérieur à 60 ans est de 33,2 % la même année, alors qu'il est de 27,9 % au niveau départemental.
En 2018, la commune comptait 1 488 hommes pour 1 515 femmes, soit un taux de 50,45 % de femmes, légèrement inférieur au taux départemental (51,95 %).
Les pyramides des âges de la commune et du département s'établissent comme suit.
| Hommes | Classe d’âge | Femmes |
| ------ | ------------ | ------ |
| 1,0    | 90 ou +      | 2,9    |
| 8,6    | 75-89 ans    | 14,9   |
| 19,2   | 60-74 ans    | 19,8   |
| 22,4   | 45-59 ans    | 17,9   |
| 15,4   | 30-44 ans    | 16,1   |
| 14,9   | 15-29 ans    | 12,2   |
| 18,5   | 0-14 ans     | 16,2   |

| Hommes | Classe d’âge | Femmes |
| ------ | ------------ | ------ |
| 0,8    | 90 ou +      | 2,1    |
| 7,2    | 75-89 ans    | 10,2   |
| 18,1   | 60-74 ans    | 19,3   |
| 19,4   | 45-59 ans    | 18,9   |
| 17,8   | 30-44 ans    | 16,9   |
| 19     | 15-29 ans    | 17,1   |
| 17,7   | 0-14 ans     | 15,5   |

## Économie
Le bassin de vie du Molay-Littry est sous influences multiples. À mi-chemin entre Bayeux et Saint-Lô, il subit aussi l'influence de l'agglomération caennaise qui ne se trouve plus qu'à 40 kilomètres ou 35 minutes depuis que le contournement de Bayeux a été créé par le prolongement de la route nationale 13. Les accès aux équipements et à l'emploi sont donc rapides.
La majorité des emplois sont issus de la sphère agro-alimentaire et de l'agriculture. Un ensemble d'entreprises artisanales, de commerces, de services poste, banques, assurances, agences immobilières et d'autres services sanitaires et sociaux en font une commune pôle attractive et dynamique. Le bassin de vie du Molay-Littry comprend 17 communes pour 6 732 habitants et 1 815 emplois.
- Danone-Stonyfield : usine spécialisée dans la fabrication des spécialités haut de gamme des différentes marques du groupe et dans les fromages frais ou yaourts certifiés bio (marque Les 2 Vaches) est le premier employeur de la ville, le site emploie 225 salariés[77].

La commune se situe dans la zone géographique des appellations d'origine protégée (AOP) Beurre d'Isigny et Crème d'Isigny.

## Équipements

### Santé
L'hôpital le plus proche est celui de Bayeux, le CHU le plus proche est celui de Caen. La commune dispose d'une pharmacie, trois infirmières libérales, six médecins généralistes, une ostéopathe, deux kinésithérapeutes, une maison de retraite.

### Enseignement
Le Molay-Littry accueille un collège (collège de la Mine), une école primaire (école Claude-Pezeril) et maternelle (école Monique-Bourguoin) et dispose d'équipements sportifs : gymnase, tennis. Une médiathèque a été récemment construite. Une école intercommunale de musique en plein cœur du bourg, accessible depuis peu aux personnes handicapées, dispense un enseignement musical en direction des enfants et des adultes. Un orchestre philharmonique et une chorale (La Cécilienne) permettent de faire naître ou entretenir des talents lors de concerts et événements.

## Culture locale et patrimoine

### Lieux et monuments

#### La chapelle de la Mine
En 1803, le bâtiment désaffecté de l'ancienne machine à vapeur de la fosse de la Machine à feu fut transformé en chapelle des mineurs. En 1882, la commune fit l'acquisition de la chapelle et des bâtiments avec les terrains de l'ancienne mine de Littry, et en 1882-1883 des travaux furent entrepris pour agrandir cette chapelle et construire une sacristie. Une souscription fut même lancée à cette occasion.
Mais une vingtaine d'années plus tard, la commune fit le choix de raser l'ancienne chapelle pour la reconstruire tout près afin d'agrandir la place du marché, puis à la fin des travaux la nouvelle chapelle fut bénite par l'évêque monseigneur Lemonnier en octobre 1906.

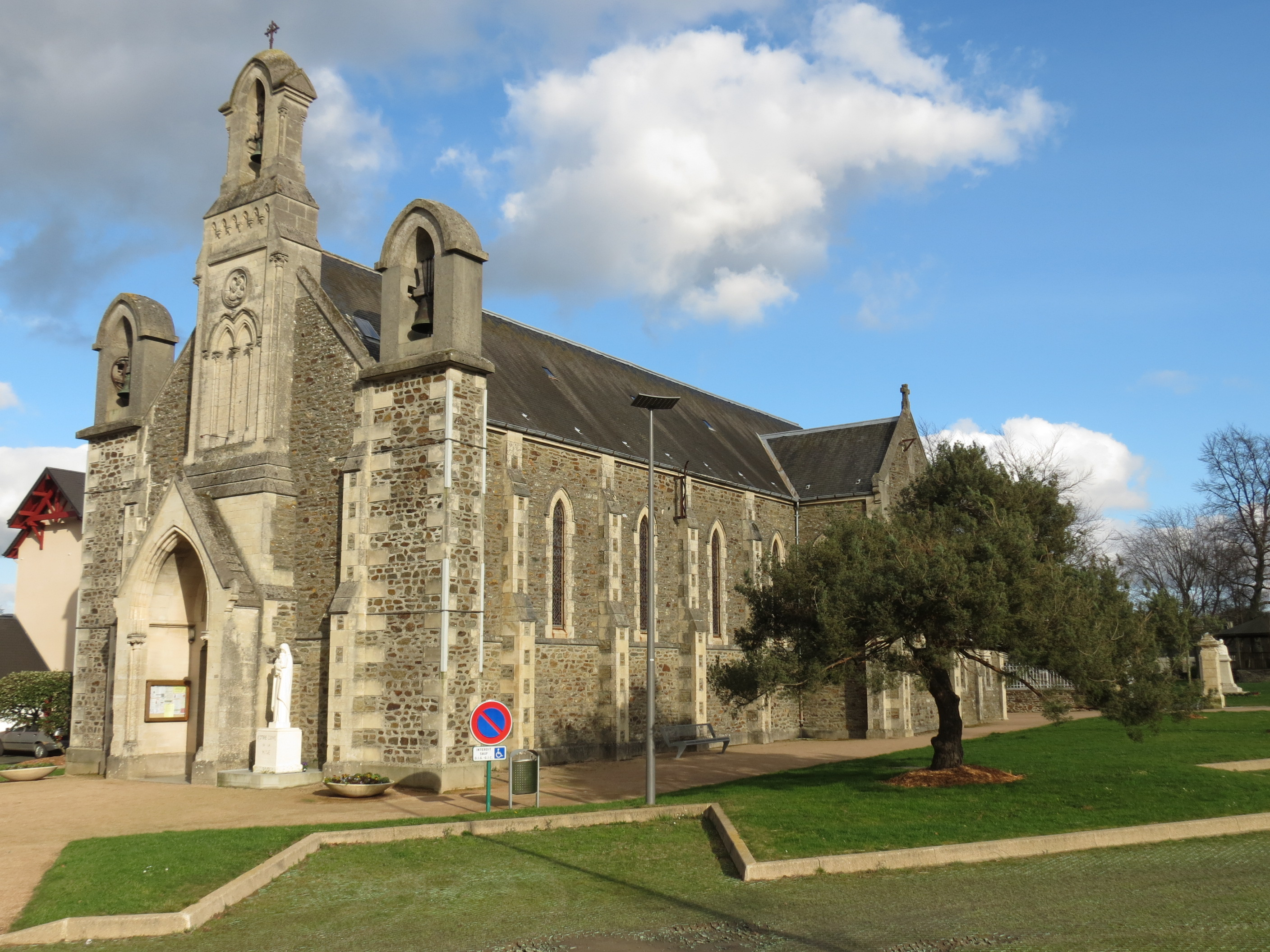
La chapelle de la Mine.
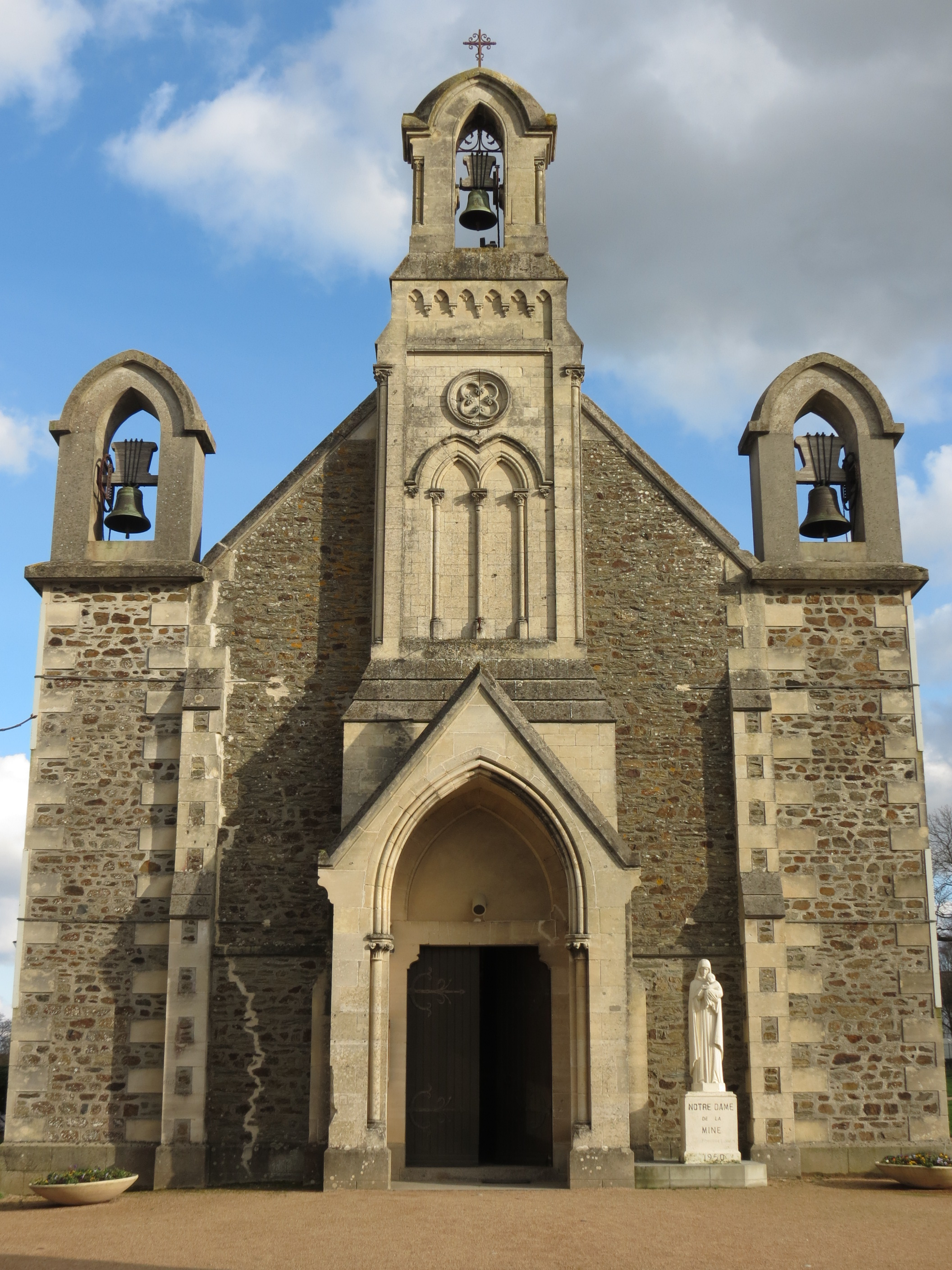
Vue de la façade.
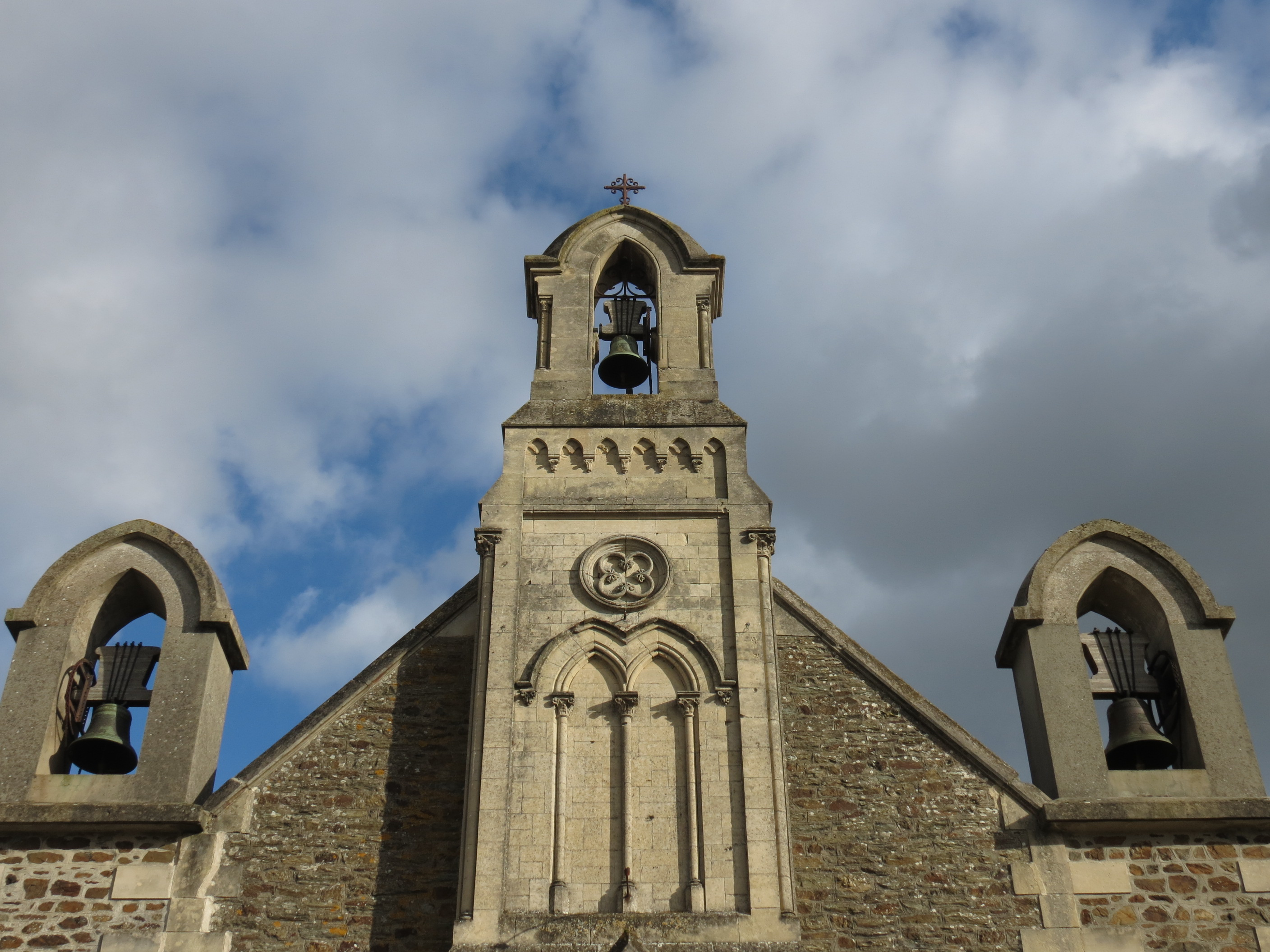
Cloches.
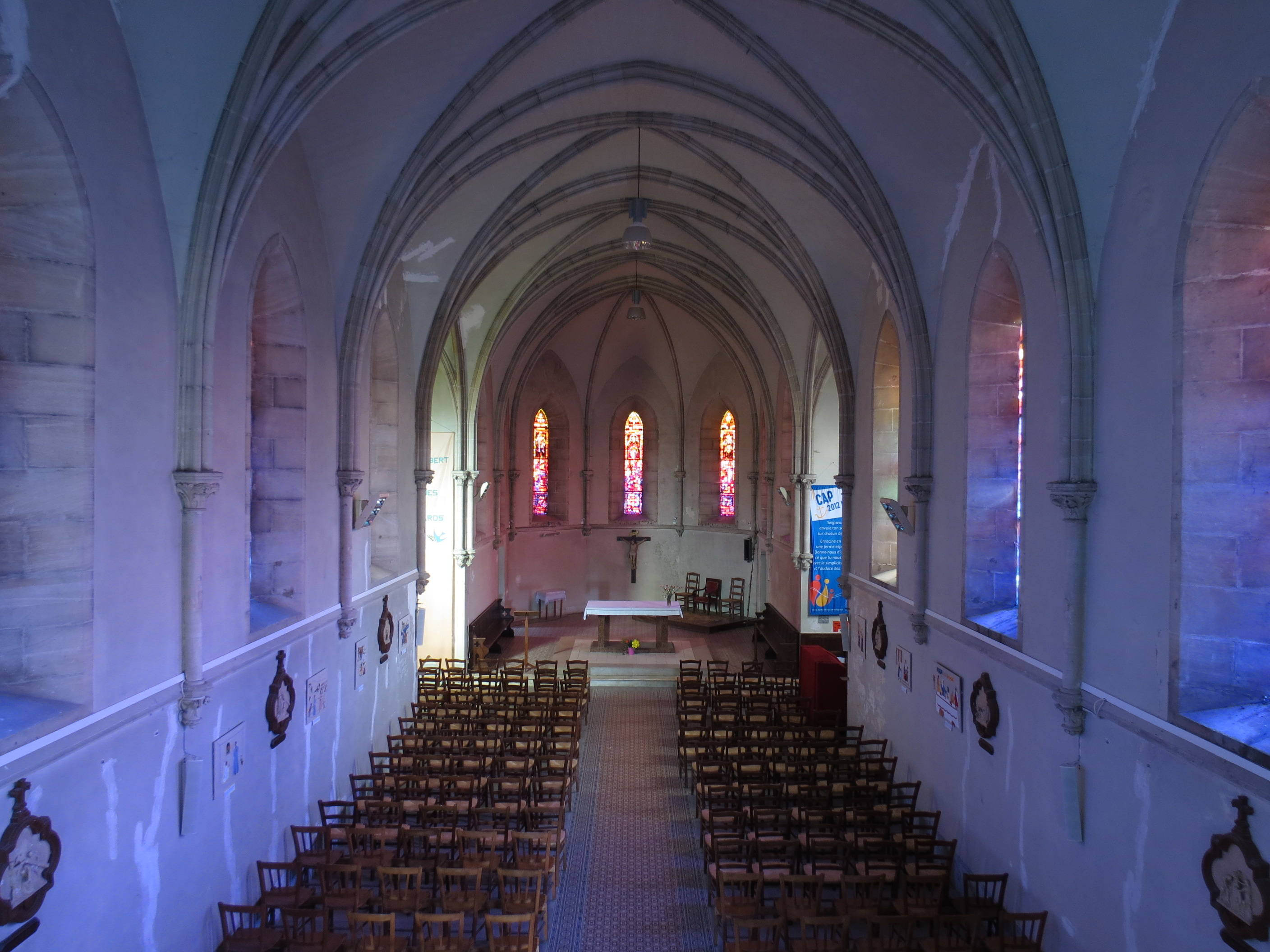
Intérieur de la chapelle.
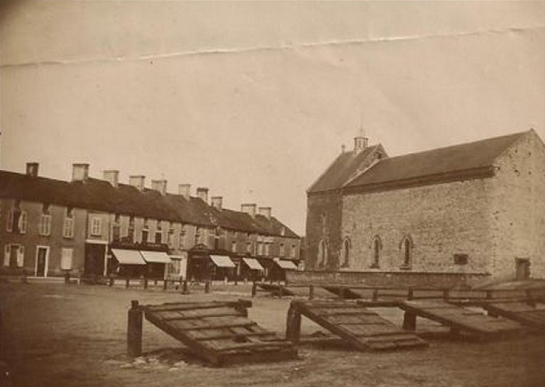
Ancienne chapelle de la Mine.

#### La chapelle Saint-Nicolas du Molay

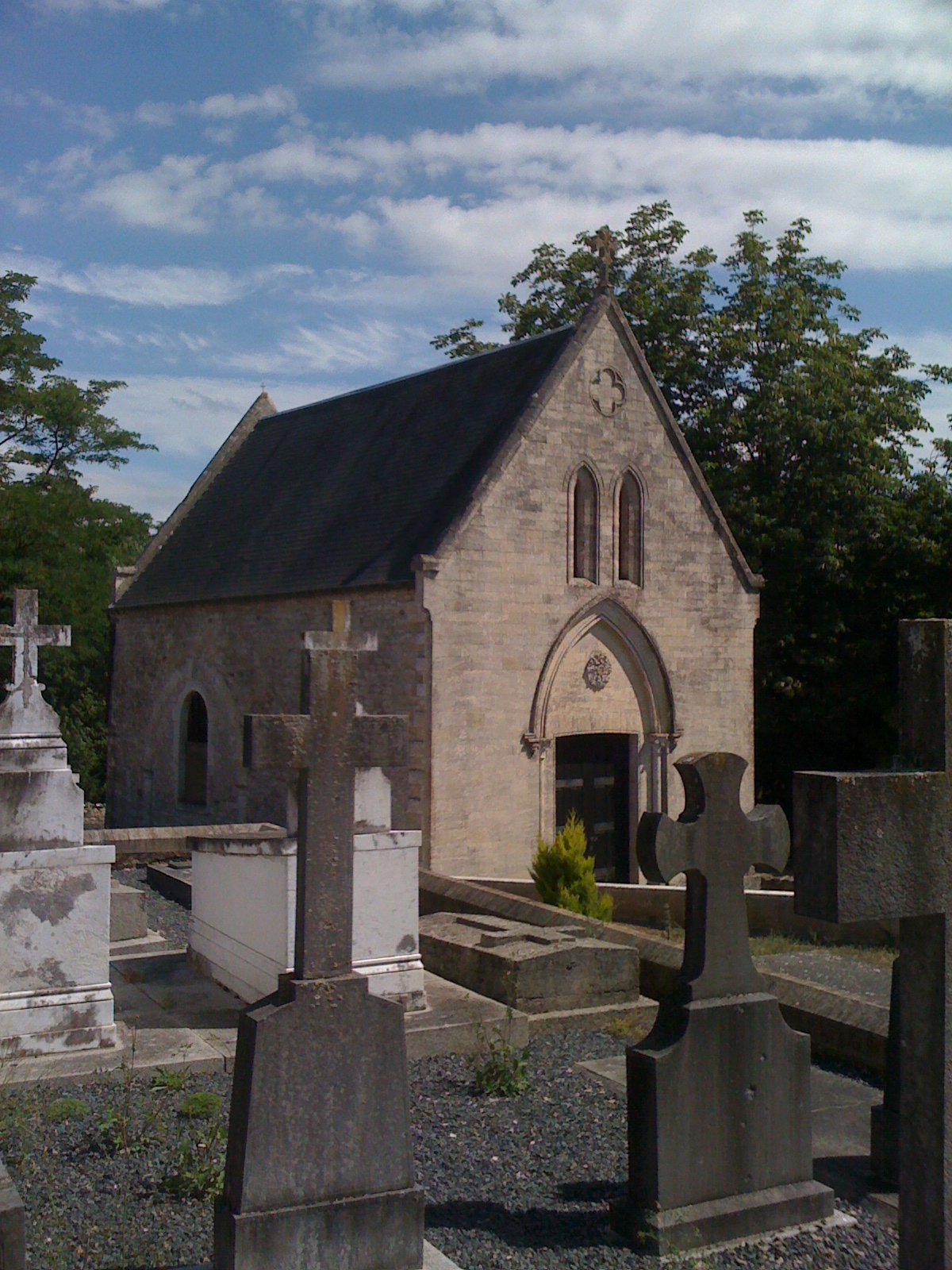
La chapelle Saint-Nicolas, dernier vestige du château du Molay.

C'est cette ancienne église Saint-Nicolas qu'Arcisse de Caumont décrit dans ses Statistiques monumentales, supposant qu'une partie des murs pouvait remonter au XIIe siècle. Roger VI Bacon érigea cette chapelle en paroisse la rendant accessible au peuple, celle-ci étant réservée à la famille Bacon. Claude Pézeril dans son ouvrage relatant l'histoire de la commune, évoque un tunnel reliant la chapelle au donjon du château permettant ainsi aux Bacon de rejoindre le lieu en toute sécurité. Claude Pézeril évoque également une anecdote, reprise à l'abbé Bidot (qui la tenait lui-même du maire du Molay de 1816 à 1853, Jouas dit « le Baron »), ayant eu lieu lors des guerres de Religion entre le printemps 1562 et l'été 1563, il raconte que le Réformés emmurèrent le curé du Molay dans une niche de son église. L'anecdote ne confirme pas si cette « niche » est l'ancien tunnel des Bacon.

#### L'église Saint-Clair du Molay

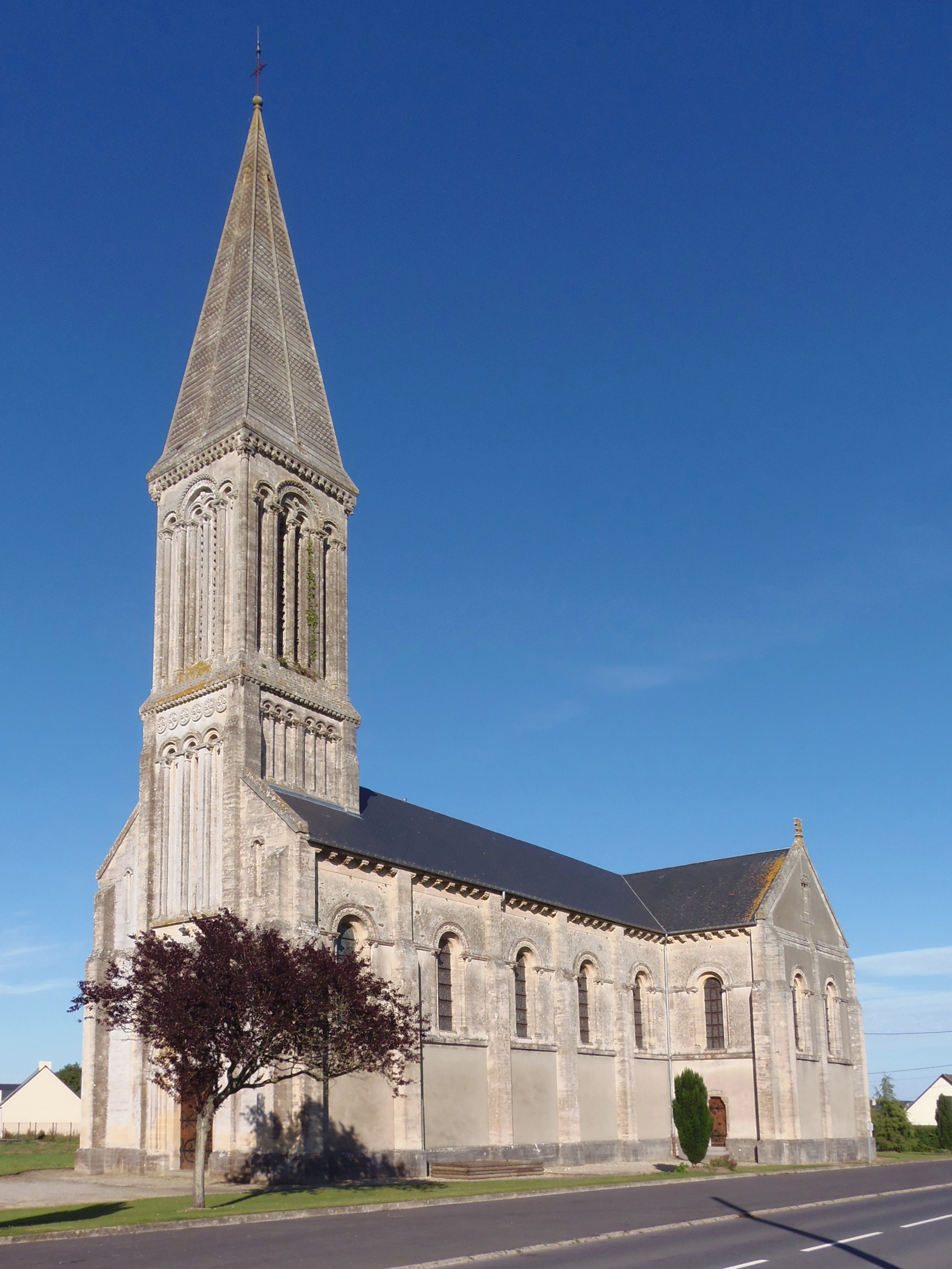
L'église Saint-Clair du Molay.

L'église Saint-Clair, consacrée le 29 octobre 1865, est construite à partir du 19 mars 1862 en remplacement de l'ancienne église Saint-Nicolas, convertie en chapelle et située dans le cimetière. Cette église, peu ancienne, a été conçue dans le style néo-roman, elle comporte une nef, un transept et une abside circulaire (40 mètres de longueur totale). La tour-clocher d'une hauteur de 40 mètres a été reconstruite à la suite d'un ouragan au XIXe siècle, enfin son beffroi fragile a nécessité le remplissage des murs creux et le chaînage en 1985.
Elle abrite un orgue de tribune Aristide Cavaillé-Coll classé au titre objet aux monuments historiques.

#### L'église Saint-Germain de Littry

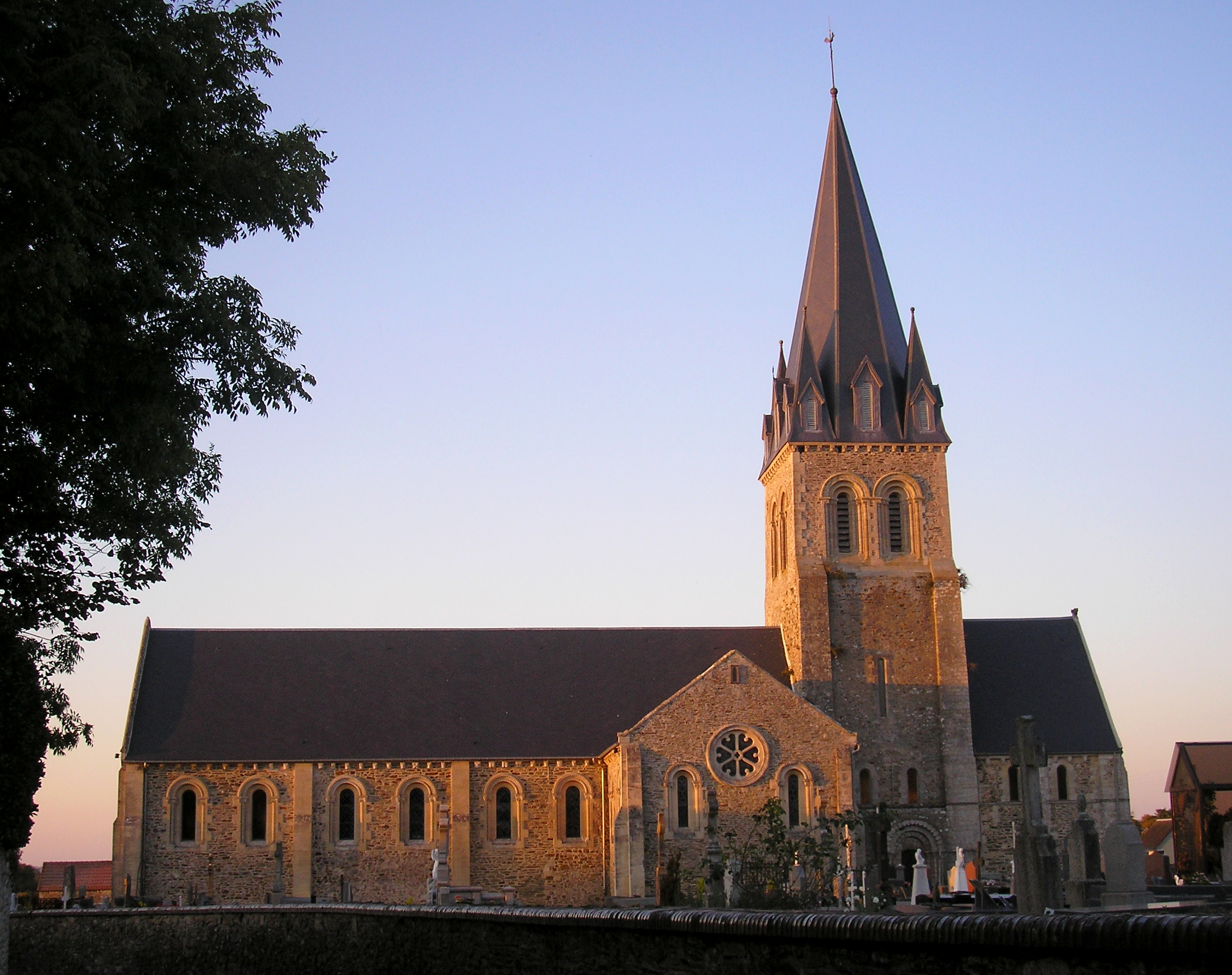
L'église Saint-Germain de Littry.

L'église Saint-Germain (peut-être sous le vocable de Germain d'Auxerre qui lutta contre les hérésies dans le Nord-Ouest durant l'antiquité tardive) est construite aux XIe – XIIe siècles d'après les niches découvertes pendant des travaux de réfections par des maçons en 1979. Les maçons découvrirent successivement deux piscines ou lavabos de style roman encastrés dans l'épaisseur d'un plein cintre. Subsistent aussi des colonnes avec leurs chapiteaux à godrons d'un style architectural très archaïque. Cet ensemble est à tous points comparable à celui situé dans la chapelle ouest de l'abbaye de Cerisy-la-Forêt. Déjà en son temps, Arcisse de Caumont avait fait mention dans sa Statistique monumentale de l'abside et du portail ouest de l'église. Le chœur de l'église fait l'objet d'une inscription au titre des monuments historiques depuis le 22 octobre 1926.

#### Le château du Molay

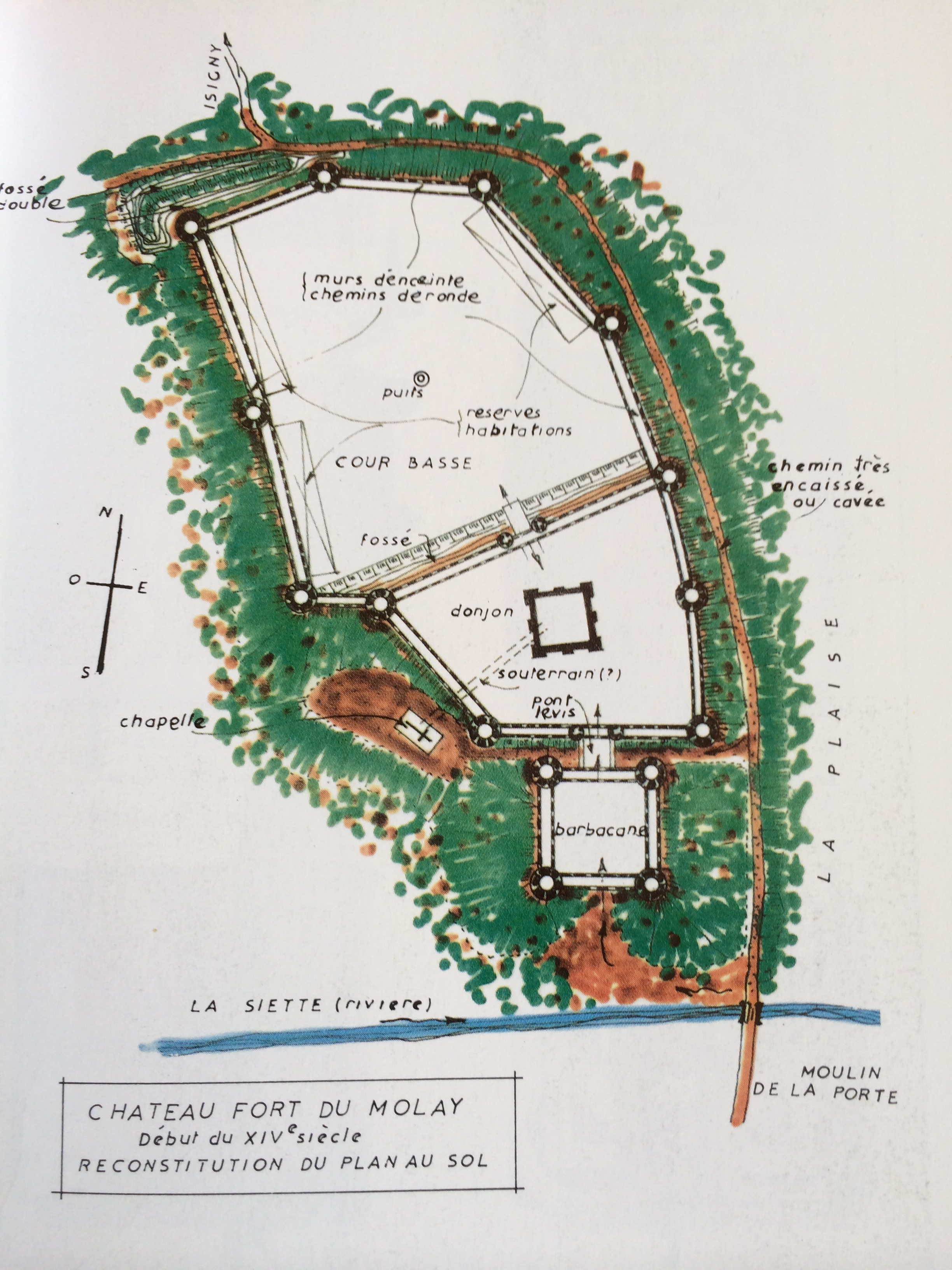
Reconstitution du plan au sol du château fort du Molay début du XIVe siècle.

Le château du Molay, tout d'abord motte coiffée de retranchements de charpente de bois est construit au XIe siècle par les Bacon, seigneurs du Molay. Il ne subsiste aujourd'hui du château médiéval du seigneur du Molay cité par Wace que des terrassements, au nord-ouest du village : « au haut du petit coteau qui domine la rive gauche du ruisseau du Molay » (il s'agit de la Siette) « et sur le bord même de la route départementale de la mine de Littry à Isigny (l'actuelle départementale 5) ». La place se composait de deux enceintes, la plus voisine de la vallée renfermait le donjon, ces murs était d'une épaisseur de 8 à 10 pieds (env. 3 mètres), selon Arcisse de Caumont. 
Le château fut plusieurs fois pris : une première fois en 1346 par un détachement anglais mené par Geoffroy d'Harcourt, une deuxième fois en 1412 par les troupes de Thomas de Lancastre, et reconstruit pendant la guerre de Cent Ans. Après la reprise du château en 1452, le châtelain ne reconstruit qu'en partie le château. Vers 1560, le site retrouve une seconde jeunesse, le seigneur érige sur les ruines du château fort un manoir, qui sera de nouveau détruit lors des guerres de Religion. Il sera de nouveau réparé en 1616, date à partir de laquelle l'histoire du château jusqu'au XIXe siècle est inconnue.
Abandonné il finira comme carrière de pierre pour les habitants de la ville (d'importants vestiges étaient encore visibles du temps d'Arcisse de Caumont et même en 1945). Des habitations privées ont été depuis lors construites sur le site, mais le sous-sol de l'endroit recèlent encore bien des surprises. En effet dans les années 1920, le maire d'alors Roger Frestel raconte que les ouvriers communaux du Molay voulant agrandir le cimetière jouxtant les restes du château, se heurtèrent à une veine de cailloux (galet roulés) considérable apportés jadis pour le surélévation et l'encaissement du plateau. Ils y retrouvèrent par la même occasion un nombre très important de pavés décorés.
Il ne faut pas confondre le château fort des barons avec l'actuel château du Molay qui est en fait une bâtisse du XVIIIe siècle spécialisée dans l'accueil de groupes scolaires.

#### Le musée de la Mine

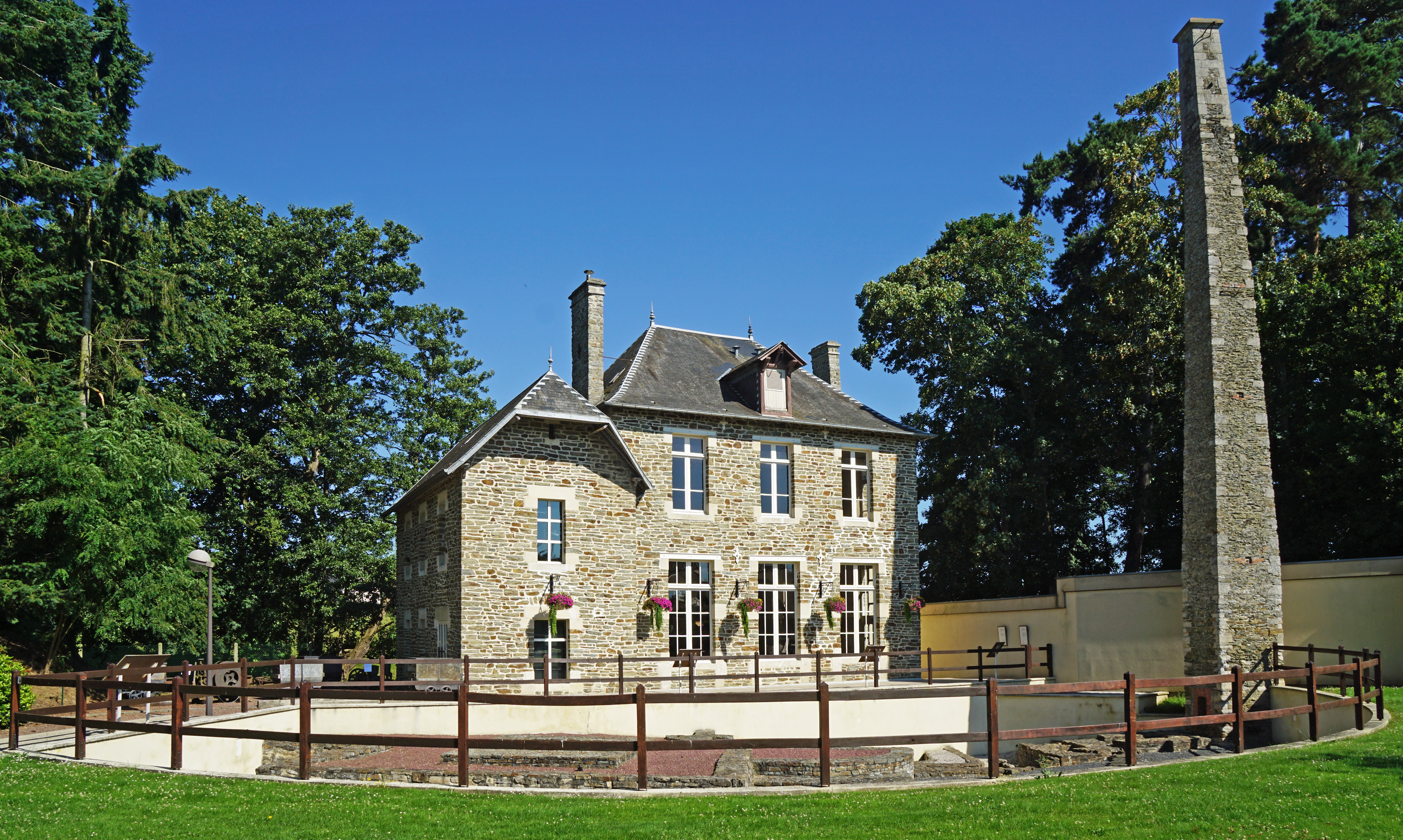
Le musée de la Mine.

Le musée de la mine du Molay-Littry a été créé en 1902 par un mécène, M. Labey, ce qui en fait l'un des plus anciens musée sur l'histoire des techniques et le premier consacré à une mine en France. Le bâtiment d'origine comportait le musée au rez-de-chaussée, une école dentelière et une garderie d'enfant à l'étage. Il fut construit autour d'une « machine à feu » des frères Périer. Véritable chef-d'œuvre de l'art industriel, construite en 1792, cette pompe à feu unique en France, était un puissant engin servant à évacuer l'eau et les remontées de charbon. La galerie de 65 mètres reconstituée en surface témoigne de tous les types de boisage et des techniques d'extraction mises en œuvre depuis le XVIIIe siècle jusqu'aux années 1950. Le visiteur peut y découvrir l'équipement des mineurs : casques, lampes à carbure, pics, marteaux-piqueurs, allumeurs… L'énorme maquette animée d'un carreau minier construite au 1/10 en 1993 par les élèves de l'école des apprentis des mines de Bruay-en-Artois a été offerte par le Conservatoire national des arts et métiers. Elle illustre une activité aujourd'hui totalement disparue en Normandie.

#### Le musée de la Meunerie
Le moulin de Marcy est une ferme-moulin datant du XVIIIe siècle, située non loin de l'église Saint-Germain de Littry sur la route de l'abbaye de Cerisy (l'ancienne route aux Moines) ; il était dominé par le manoir du Grand-Marcy. Le moulin faisait partie d'un réseau de cinq moulins construits par les Bacon, seigneurs de Molay et disséminés le long de la Siette (Creveuil, Cannebert, Marcy, le Vieux Moulin et le moulin Porte). Il est le seul édifice encore visible parmi l'ancien réseau de moulins à eau. Jusqu'au début du XXe siècle, trois sortes de grains y étaient encore broyées : le blé, l'orge et le sarrasin. Les descendants du dernier meunier Victor Pannier cèdent le moulin à la commune du Molay-Littry en 1983. Après trois ans de travaux, le moulin est inauguré le 28 juin 1986. Il est devenu un musée de la meunerie.
L'activité de meunier (ainsi que bien d'autres) est commémorée chaque année lors de la fête du Moulin de Marcy, le premier dimanche du mois de mai.

#### La grotte du Bel Air
Aussi nommé Glacière, c'est un site géologique situé au Bel-Air non loin de l'église de Littry dans lequel on peut observer les contreforts du Massif armoricain en granite. La caverne est constituée d'un tunnel d'une dizaine de mètres débouchant sur un espace circulaire dont on ne sait que peu de choses, si ce n'est qu'il a dû servir de réfrigérateur naturel pour entreposer des denrées périssables. Au milieu de cet espace se trouve une cavité actuellement comblée de bloc de pierres, qui selon la légende locale serait en fait un tunnel conduisant à l'abbaye de Cerisy distante de quelques kilomètres à vol d'oiseau.
Ce lieu est le site d'hibernation de plusieurs espèces de chiroptères dont le grand rhinolophe et le grand murin. Il est déclaré d'intérêt départemental par la Société française pour l'étude et la protection des mammifères. Le site compte d'autres espèces comme Petit rhinolophe, le Murin de Bechstein ou le Barbastelle. On peut observer à côté de la grotte un affluent de la Siette qui forme une chute d'eau de quelques mètres de haut.

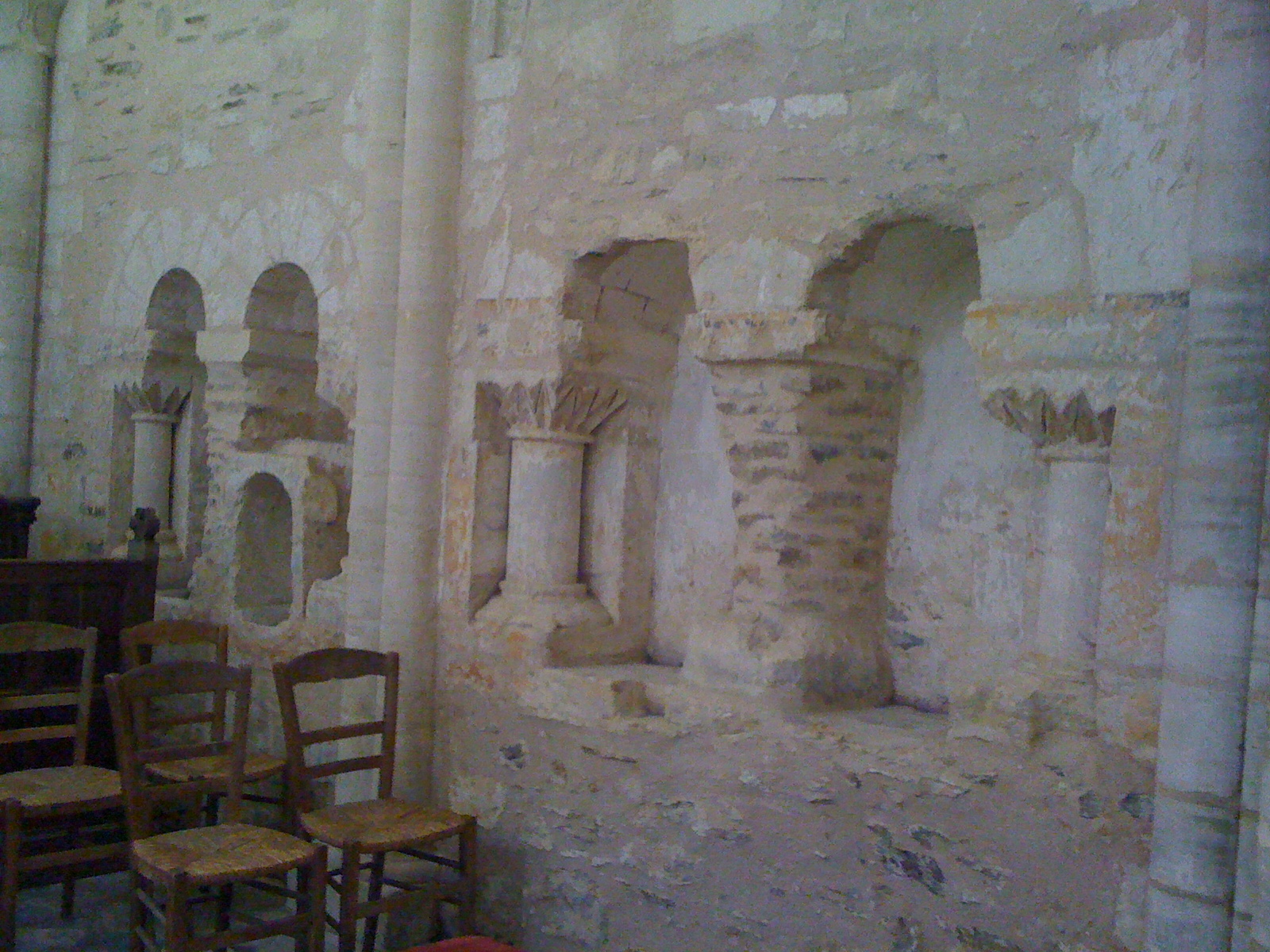
Ensemble roman constitué de colonnes et de lavabos dans l'église Saint-Germain de Littry.

### Activité et manifestations

#### Jumelages
- Bovey Tracey (Royaume-Uni).
- Dahlenburg (Allemagne).

#### Sports
- La Lystrienne sportive fait évoluer une équipe de football en ligue de Basse-Normandie et une autre en divisions de district[90]. Elle intègre une école de football.
- Tennis : Tennis club du Molay-Littry : école de tennis, organisation de tournois.
- Handball : Handball Club du Molay-Littry : école de handball, diverses équipes garçons et filles, hommes et femmes engagées dans différents championnats. Les équipes adultes hommes et femmes évoluent en championnat régional de ligue de Normandie, ainsi que de nombreuses équipes jeunes. Les autres équipes évoluent en championnat départemental.
- Pétanque : Pétanque molystrienne : club créé en 1995, dispose d'un espace en plein air et d'un boulodrome couvert. De nombreuses compétitions sont organisées tout au long de l'année.

#### Manifestations
- La Fête du Moulin de Marcy a lieu tous les premiers week-ends de mai chaque année. Plus de quarante artisans se retrouvent pour exposer leur savoir-faire. Des démonstrations de danses folkloriques sont aussi prévues tout au long du week-end.
- Le Molay-Littry participe au concours des « Villages Fleuris » et a reçu une fleur en 2011.
- La commune organise depuis 2015 la Course des lavoirs, course à pied qui a lieu chaque année durant le mois de mai[91].

### Personnalités liées à la commune
- Famille Bacon
- Maison d'Espinay
- Henri de Lorraine, comte de Brionne
- Louis de Lorraine
- Famille Le Couteulx

### Héraldique
| Armes du Molay-Littry | De gueules à deux pics de mineur d'argent emmanchés d'or, passés en sautoir, chacun surmonté d'un casque de mineur d'argent, celui de dextre posé en barre et celui de senestre en bande, accompagnés de six quintefeuilles du même, ordonnées 3, 2 et 1 entre les manches des pics et soutenus par deux sabots adossés d'or (le tout d'argent). |

### Le Molay-Littry dans la littérature
Dans le Roman de Renart, composé de 1174 à 1250 par plusieurs auteurs, dont notamment Richard de Lison (commune proche du Molay-Littry), un clerc raconte de manière romancée des faits d'intérêt local ayant pour décor la paroisse du Molay :
« Renart se dirige vers le bois du Vernay mais lorsqu'il rencontre l'abbé Huon et sa meute, il retourne sur ses pas après avoir franchi deux fois la Siette et le Drôme. Il rencontre Tibert le chat étendu sur un rocher dans le bois du Molay, tous deux décident de prendre la direction du Vernay pour aller chercher fortune dans l'enclos de Guillaume Bacon, « loing del castel desos la ville ». Or voici que survient ledit Guillaume Bacon, seigneur du lieu, Renart prend un chemin de traverse, Tibert grimpe sur un chêne. Bientôt se joint aux chasseurs, le prêtre du Breuil-en-Bessin qui fait route vers Saint-Martin-de-Blagny. Tibert réussit à s'enfuir "tot le chemin de Blagnié". À hauteur de Tournières, entre la Chênée et la lande de Bernesq, il rencontre Renart qui n'en croit pas ses yeux. Il lui annonce son intention de l'emmener avec lui à Saint-Martin à "Blaengnié" où il diront l'office... ».

### Cartes
1. ↑  « Réseau hydrographique du Molay-Littry » sur Géoportail (consulté le 10 avril 2025).
2. ↑  IGN, « Évolution comparée de l'occupation des sols de la commune sur cartes anciennes », sur remonterletemps.ign.fr (consulté le 14 juillet 2023).